# I. Károly angol király
I. Károly (angolul Charles I.; 1600. november 19.– 1649. január 30.) Anglia, Skócia és Írország királya 1625-től 1649-es kivégzéséig.
Károly VI. Jakab skót király második fiaként született. Apja 1603-ban megörökölte Anglia trónját és a családjával együtt oda költözött. 1612-ben meghalt az elsőszülött fiú, Henrik Frigyes és Károly lett a trón örököse. 1623-ban barátjával, Buckingham hercegével együtt nyolc hónapot külföldön töltött, hogy megkérjék Mária Anna spanyol infánsnő kezét. A tárgyalások – a katolikus házasságot ellenző angol közvélemény örömére – kudarcba fulladtak. Károly két évvel később, röviddel trónra lépését követően feleségül vette XIII. Lajos francia király húgát, Henrietta Máriát.
1625-ös megkoronázását követően nézeteltérésbe keveredett az angol parlamenttel. Károlynak meggyőződése volt, hogy Isten akaratából uralkodik és hogy saját lelkiismeretén kívül másnak nem tartozik számadással. Jövedelmeinek jelentős része a parlament által kivetett adókból származott, az országgyűlést azonban nem akarta összehívni, így különféle, vitatott jogcímeken szedett pénzt és alattvalói emiatt zsarnoknak tartották. Bár protestáns volt, a szélsőségesebb alattvalói, mint az angol puritánok vagy a skót presbiteriánusok katolikusszimpátiával vádolták, ráadásul katolikus nőt vett feleségül. Nem segítette hathatósan a harmincéves háborúban a protestáns felet és anglikán egyházbeli reformjai ellenállásra találtak. Amikor megpróbálta rákényszeríteni a skótokra az anglikán hitelveket, kitört a püspökháború, ami miatt angliai és skóciai ellenfelei közös ellenfélre leltek benne.
1642-ben kitört az angol polgárháború, amelyben Károly és royalista pártja az angol és skót parlamentekkel vette fel a harcot. 1645-ben a király vereséget szenvedett és megadta magát a skótoknak, akik hosszas tárgyalások után átadták őt az ún. hosszú parlamentnek. Károly nem volt hajlandó elfogadni az alkotmányos monarchiát, így továbbra is fogságban tartották. 1647 novemberében megszökött, de Wight szigetén elfogták. Titokban szövetséget kötött a skótokkal, de a parlament "újfajta hadserege" 1648 végére a polgárháború második hullámában is felülkerekedett. Károly hazaárulásért bíróság elé állították és 1649 januárjában lefejezték. A monarchiát felszámolták és Oliver Cromwell vezetésével megalakult a köztársaság (Commonwealth). A királyságot 1660-ban állították vissza, Károly fia, II. Károly visszahívásával.

## Gyermekkora

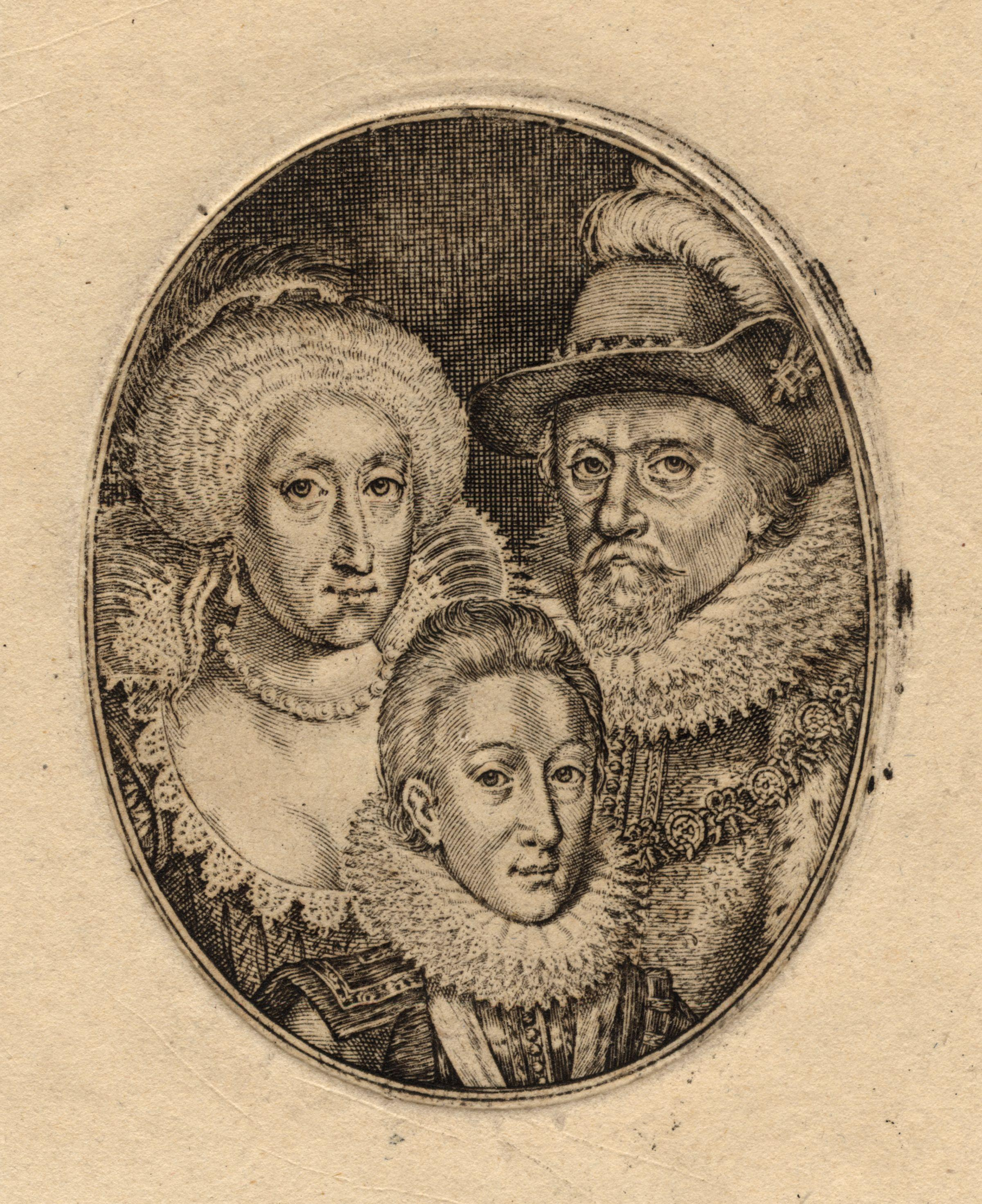
Károly és szülei (Simon de Passe metszete, kb. 1612)

Károly, VI. Jakab skót király és felesége, Dániai Anna második fia a dunfermline-i palotában született, 1600. november 19-én. December 23-án keresztelte meg David Lindsay protestáns rossi püspök az edinburgh-i Holyrood palota királyi kápolnájában. Apja még csecsemőként kinevezte Albany hercegévé (hagyományosan a skót királyok második fiának címe), Ormond márkijává, Ross grófjává és Ardmannoch urává.
1603 márciusában meghalt a gyermektelen I. Erzsébet angol királynő és VI. Jakab (aki VII. Henrik ükunokája volt) megörökölte Anglia trónját. Károly gyenge, beteges gyerek volt, így amikor szülei és idősebb testvérei áprilisban elindultak Londonba, ő apja barátja, Lord Fyvie gyámsága alatt Skóciában maradt.
A következő évben, amikor a három és fél éves Károly már képes volt segítség nélkül végigmenni a dunfermline-i palota nagytermén, úgy döntöttek, hogy elég erős az utazáshoz. 1604 júliusában útnak indították, hogy csatlakozzék családjához; ezután szinte egész életét Angliában töltötte. Apja Sir Robert Carey felesége, Elizabeth Trevannion gondjaira bízta, aki bőrből és rézből készült különleges csizmákat csináltatott neki, hogy gyenge bokái megerősödjenek. Beszédkészsége is lassan fejlődött, dadogása egész életében megmaradt.

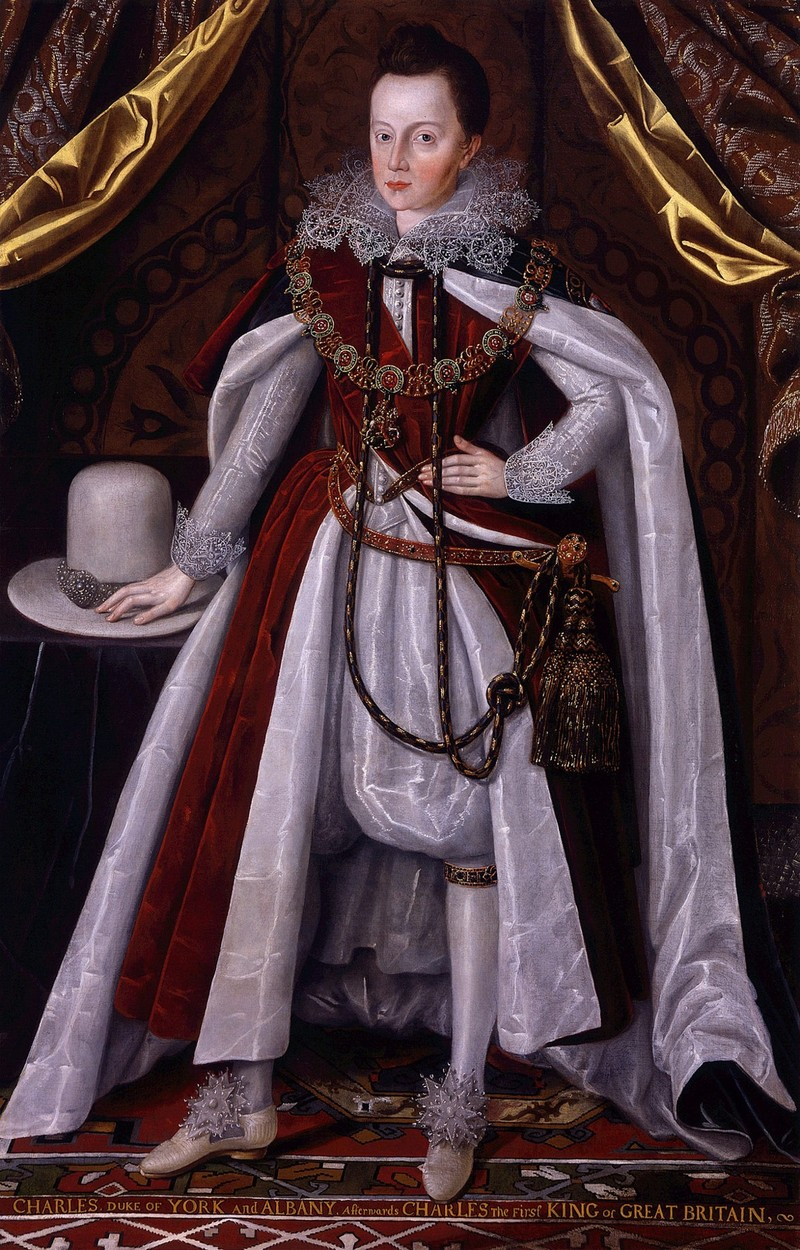
A tíz éves Károly (Robert Peake képe, kb. 1611)

1605 januárjában az angol hagyományoknak megfelelően megkapta a York hercege címet és felvették a Fürdőrend lovagjainak sorába. Oktatását a skót presbiteriánus Thomas Murrayre bízták, aki az ilyenkor szokásos tárgyakat (klasszikusok, nyelvek, matematika, hittan) írta elő számára. 1611-ben a Térdszalagrend lovagjává ütötték.
Gyerekkori betegességét talán angolkór okozta, mindenesetre idővel sikerült felülkerekednie rajta, jól lovagolt, vívott és lőtt. Ennek ellenére a mindig is magasabb (Károly csupán 163 cm magasságú volt) és erősebb bátyja, Henrik Frigyes árnyékában maradt, akiért Károly rajongott és mindenben őt próbálta utánozni. 1612 novemberében azonban a 18 éves Henrik – valószínűleg tífuszban – meghalt, és a 11 éves Károly lett a trón örököse.. Legidősebb fiúként automatikusan megkapta a Cornwall és Rothesay hercege címeket, 1616 novemberében pedig apja kinevezte Wales hercegévé és Chester grófjává.

## A trónörökös
1613-ban Károly nővére, Erzsébet feleségül ment V. Frigyes pfalzi választófejedelemhez és Heidelbergbe költözött. 1617-ben Ferdinánd osztrák főherceget Csehország királyává választották, de a következő évben a cseh nemesség fellázadt és az osztrák kormányzókat kidobálták a prágai vár ablakából. 1619 augusztusában a nemesi országgyűlés a Protestáns Liga vezetőjét, V. Frigyest választotta meg cseh királynak; ugyanebben az évben Ferdinánd megkapta a Német-római Birodalom császári koronáját. A csehek belső politikai válsága a katolikusok és protestánsok egész Európára kiterjedő konfliktusává vált, amely a harmincéves háborúvá fajult és amely alól Anglia sem vonhatta ki magát. 1620-ban Frigyes döntő vereséget szenvedett a fehérhegyi csatában, pfalzi tartományát pedig Spanyol-Németalföld felől Habsburg csapatok szállták meg. A feszült helyzetben Jakab király igyekezett megtartani a békét, ennek érdekében Károly fiának II. Ferdinánd unokahúgát, Mária Anna spanyol infánsnőt szemelte ki feleségül.

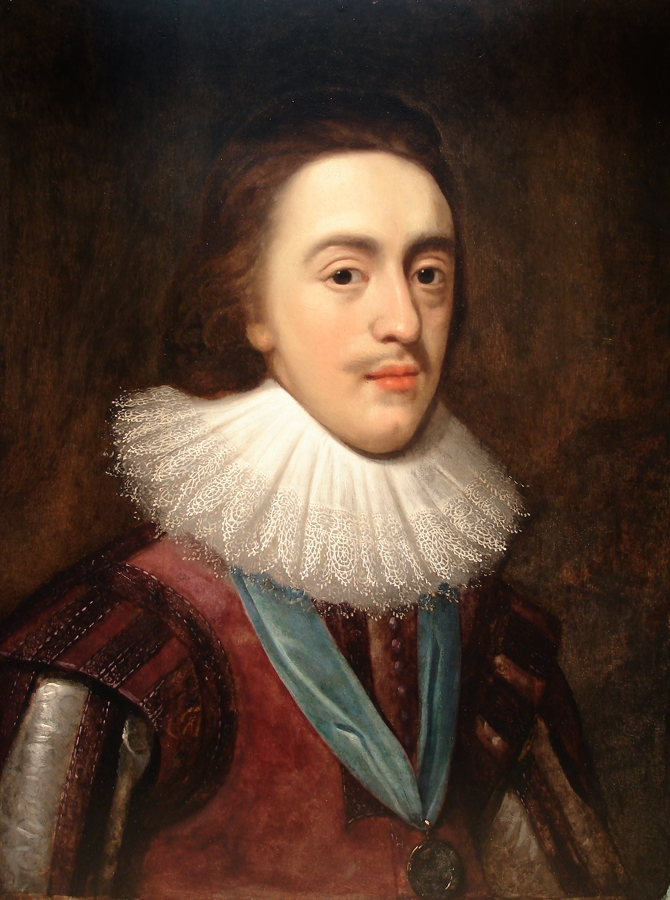
Károly, a trónörökös (Daniel Mytens képének másolata, kb. 1623)

A spanyol házasságot azonban mind az angol közvélemény, mind az udvar ellenezte. A londoni parlament nyíltan a katolikusok és Spanyolország ellen fordult, így amikor Jakab 1621-ben összehívta őket, tagjai felszólították a királyt, hogy üzenjen hadat a spanyoloknak és keressen protestáns menyasszonyt a trónörökös számára. Jakab lordkancellárját, Francis Bacont korrupció vádjával a Lordok Háza elé citálták és a súlyos pénzbüntetés mellett eltiltották a politikai tevékenységtől is. Az eset fontos precedenst teremtett, később Károlyt és híveit, Buckingham herceget, William Laud érseket és Thomas Wentworth straffordi grófot is ennek alapján vádolták meg. Jakab kijelentette, hogy az Alsóház tagjainak csak a belügyekbe lehet beleszólása, míg a képviselők a szólásszabadságra hivatkozva követelték a spanyol hadüzenetet és a protestáns dinasztikus házasságot. Károly apjához hasonlóan arcátlanságnak és a királyi előjogok megsértésének tartotta, hogy az alsónemesség bele akar szólni abba, hogy kivel házasodik össze. 1622 januárjában Jakab feloszlatta a parlamentet.
Károly és Buckingham (Jakab kegyence, aki egyúttal a hercegre is nagy befolyással volt) úgy döntött hogy saját kezükbe veszik az ügy irányítását és 1623 februárjában titokban Spanyolországba utaztak, hogy megszervezzék a házasságot. Útjuk azonban teljes kudarcnak bizonyult. Az infánsnőnek nem tetszett az "eretnek" Károly, a spanyol kormány pedig azt követelte, hogy a vőlegény térjen át a katolikus hitre, vonják vissza az angol katolikusellenes rendeleteket (Károly tudta, hogy a parlament erre semmiképpen nem lenne hajlandó) és az infánsnő egy évig még hazájában maradt volna az esküvő után, hogy a feltételeket biztosan betartsák. A tárgyalások során Buckingham összeveszett a spanyol főminiszterrel, Olivares gróffal, így a megbeszéléseket Károlynak egyedül kellett befejeznie. Mikor októberben menyasszony nélkül tértek vissza Londonba, a nép megkönnyebbülten és lelkesen fogadta őket, és Buckinghammel együtt ismét sürgetni kezdték Jakabot a hadüzenet miatt.
A király 1624-ben ismét összehívta a parlamentet, hogy pénzt kérjen tőle a háborúra. Károly és Buckingham támogatásával megvádolták Lionel Cranfield kincstárnokot, aki a várható költségek miatt ellenezte a hadüzenetet és hamarosan ugyanúgy járt, mint Bacon. Jakab kijelentette, hogy Buckingham bolond és hogy Károly meg fogja még bánni, hogy ilyen könnyelműen bánik a parlamenti vád intézményével. Egy rosszul felszerelt, kisebb sereget el is küldtek Pfalzba, hogy visszavegyék a spanyoloktól, de az ellátmány hiánya miatt az csak a holland partokig jutott.
Az egyre betegesebb Jakab már képtelen volt irányítani a politikai életet. Mikor 1625 márciusában meghalt, a királyság kormányzata gyakorlatilag már Károly és Buckingham kezében volt.

## Uralkodásának kezdetei

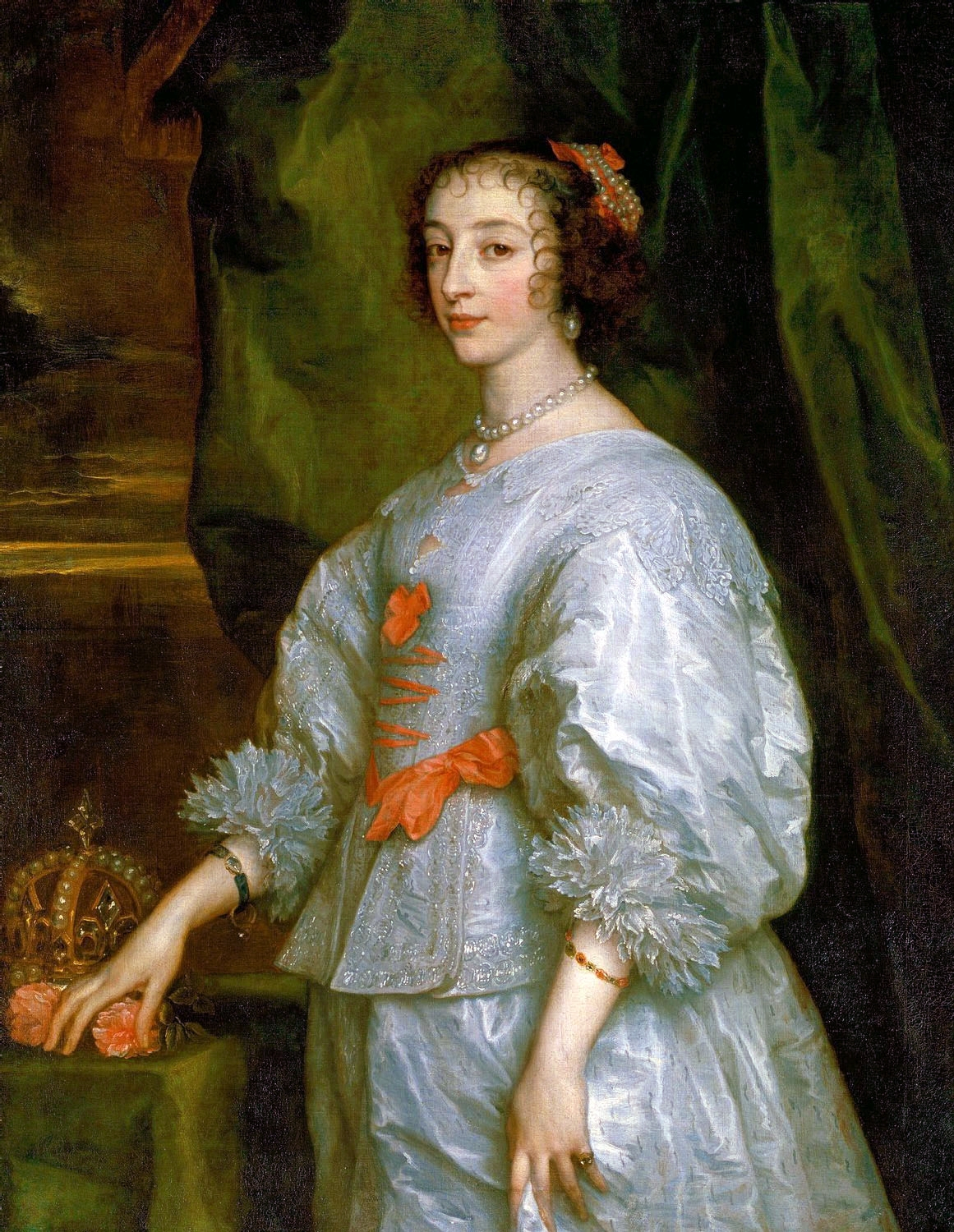
Henrietta Mária királyné (van Dyck képe, 1632)

Miután a spanyol házasság tervei kútba estek, Károly és Buckingham Franciaországban keresett menyasszonyt. 1625. május 1-én (a Franciaországban használt Gergely-naptár szerint május 11-én) Károly megbízottja révén a párizsi Notre Dame előtt házasságot kötött XIII. Lajos 15 éves húgával, Henrietta Máriával. Korábban már személyesen is találkoztak, amikor Károly Spanyolország felé áthaladt Párizson. Házastársakként való első találkozójukra 1625. június 13-án került sor Canterburyben. A király elhalasztotta a parlament összehívását, míg a házasságot elhálták, hogy elejét vegye a képviselők tiltakozásának. Az alsóház tagjai továbbra is ellenezték a katolikus menyasszonyt, attól tartva hogy hatására Károly enyhít a katolikusellenes törvényeken. Károly megnyugtatta őket, hogy ez nincs szándékában, ám a franciákkal kötött titkos házassági szerződésben épp erre tett ígéretet. Ráadásul a szerződés alapján kölcsönadtak hét angol hajót Lajosnak, aki 1625 szeptemberében többek között ezekkel vonta blokád alá lázadó hugenotta alattvalóit La Rochelle-ben. Károlyt 1626. február 2-án koronázták meg a Westminsteri apátságban, de felesége nem volt az oldalán, mert nem volt hajlandó részt venni a protestáns ceremónián.
A király vallásos elkötelezettsége iránti bizalmat tovább rombolta, hogy támogatta a puritánokat támadó antikálvinista Richard Montagu lelkészt. Montagu 1624-es pamfletjében nem fogadta el a kálvinista predesztináció elvét, miszerint Isten előre meghatározta ki üdvözül és ki kárhozik el. A hozzá hasonló arminiánusok azon kevesek közé tartoztak, akik támogatták a spanyol házasságot. I. Jakab támogatásával Montagu újabb írását (Appello Caesarem) is kiadhatta, de már csak a király 1625-ös halála után jelent meg. Károly is védelmébe vette a teológust, és hogy megóvja a parlament puritánjaitól, kinevezte őt királyi káplánná. A puritánok attól tartottak, hogy az arminiánusok támogatása valójában egy katolikus visszarendeződés tervét fedheti.
A parlament nem akart a kontinensen belebonyolódni a harmincéves háborúba, ehelyett az olcsóbb tengeri megoldást választották, remélve hogy sikerül megvámolni a gyarmatokról ezüstöt és aranyat szállító spanyol kincses galleonokat. 140 ezer fontot szavaztak meg Károlynak a háború céljaira, amit ő elégtelennek ítélt. Ezenkívül csak egy évre engedélyezték volna az import borra kivetett királyi vám beszedését, pedig Károly elődei VI. Henrik óta élethossziglan megkapták ezt a jogot. Az utóbbi törvény azonban megakadt a Lordok Házában és Károly annak hiányában továbbra is szedette a borvámot.

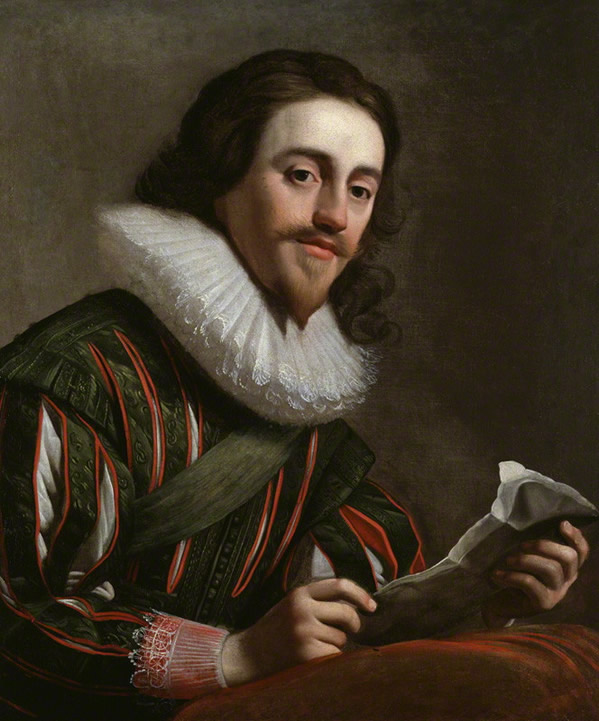
I. Károly 1628-ban (Gerrit van Honthorst képe)

1625 novemberében Buckingham egy meglepetésszerű támadással meg akarta szerezni a Cádiz kikötőjében horgonyzó spanyol kincses flottát. A rosszul szervezett és kivitelezett akció azonban balul sült el és az Alsóházban felmerült hogy a korábbi precedensek alapján vád alá helyezik a herceget. Károly meg akarta mutatni hogy Buckingham továbbra is élvezi a támogatását, ezért 1626 májusában kinevezte őt a Cambridge-i Egyetem kancellárjává, az ellene felszólaló két képviselőt (Dudley Diggest és John Eliotot) a parlament ajtajában letartóztatták. Az Alsóház erre természetesen felháborodott és a két képviselőt egy hetes őrizet után szabadon engedték. Júniusban hivatalos tiltakozást adtak be Buckingham személye ellen, arra hivatkozva hogy a háborúra fordítandó összegeket a herceg eltékozolta; ám a király nem a barátját mentette fel tisztségeiből, hanem inkább a parlamentet oszlatta fel.
Károly magánélete sem alakult jobban. Folyamatossá váltak a viták Henrietta Máriával a királynéi birtokokról, az udvaroncai kinevezéséről, vallásának gyakorlásáról; a király végül 1626 augusztusában hazaküldte a felesége legtöbb francia udvaroncát. Bár a házassági szerződés értelmében hajókat kölcsönöztek a franciáknak, 1627-ben Buckingham sikertelenül próbálta elfoglalni Ré szigetét, hogy megsegítse a francia király által blokád alá vont La Rochelle hugenottáit. Kudarca arra sarkallta XIII. Lajost hogy tényleges ostrom alá vegye a várost, amelyet 1628 októberére el is foglalt. A herceg népszerűsége a parlament és a nép körében újabb mélységeket ért el.
Károly viszont azzal váltott ki felháborodást, hogy – mivel a parlament nem adott neki elég pénzt – kényszerkölcsönökből próbálta kiegyensúlyozni költségvetését. 1627 novemberében a bíróság az ún. "öt lovag perében" úgy döntött, hogy az uralkodónak joga van ítélet nélkül bebörtönöznie azokat, akik megtagadják a kényszerkölcsönök kifizetését. Az 1628 márciusában ismét összehívott parlament petícióval fordult a királyhoz, amelyben azt követelték, hogy ne lehessen adókat kivetni a parlament jóváhagyása nélkül, civileket katonai bíróság elé vonni, ítélet nélkül bebörtönözni, házukba katonákat bekvártélyozni. Károly június 7-én jóváhagyta a petíciót, ám a hónap végén berekesztette az ülésszakot és kijelentette, hogy vámokat továbbra is joga van szedni a parlament hozzájárulása nélkül is.
1628. augusztus 28-án egy katonatiszt politikai okok és személyes sértettség miatt leszúrta Buckinghamet. Károly vigasztalhatatlan volt, két napig ki sem mozdult a szobájából gyászában. A nép viszont ünnepelte a gyűlölt herceg halálát; megmutatkozott az udvar és a közvélemény, a korona és a parlamenti Alsóház közötti hatalmas szakadék. Buckingham halála gyakorlatilag véget vetett a spanyol háborúnak is és enyhítette, ha nem számolta fel a király és a parlament közötti konfliktusokat. Károly viszonya a feleségével sokat javult és 1628 novemberére kibékültek; a király talán ezentúl nem a kegyencétől, hanem hitvesétől várt szeretetet. Kapcsolatuk még szorosabbá vált, amikor Henrietta Mária – a három évvel ezelőtti esküvő óta először – teherbe esett.

## Egyszemélyi uralom

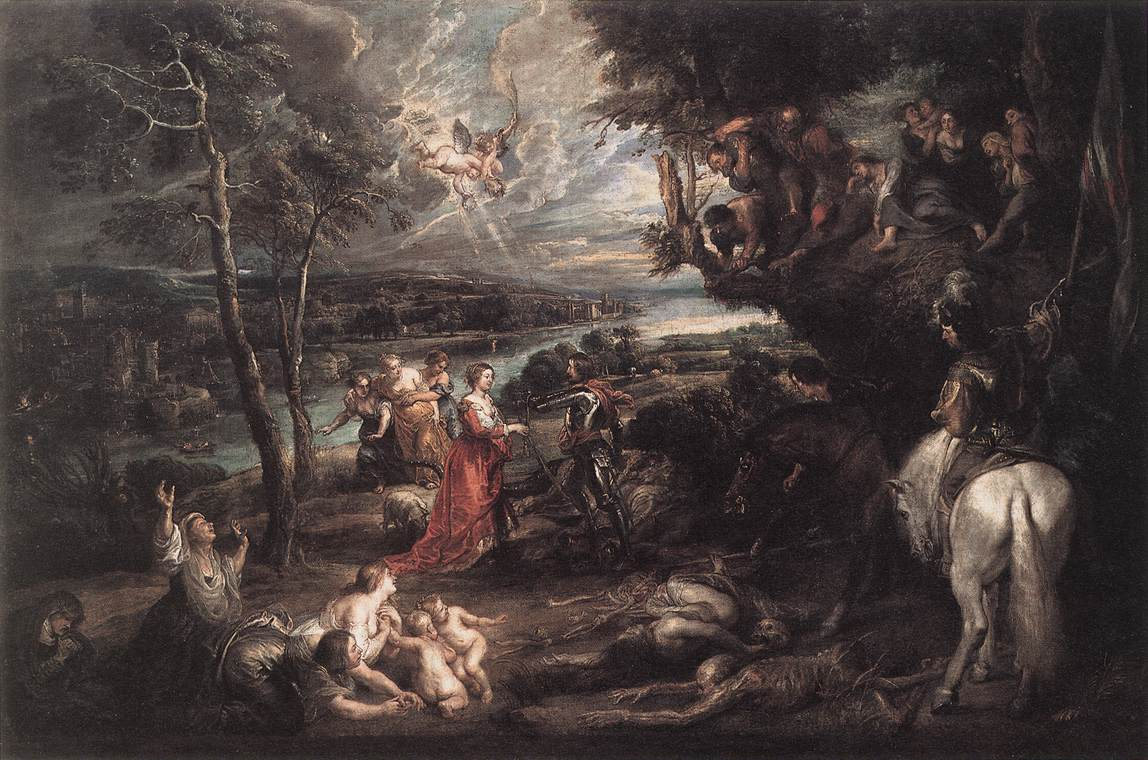
Tájkép Szent Györggyel és a sárkánnyal (Rubens festménye, Sztent György szerepében Károly királlyal, a női alak pedig a királynét ábrázolja; 1629-30)

Károly 1629 januárjában újra megnyitotta az előző év júniusában berekesztett parlamenti ülésszakot és barátságos hangvételű beszédével igyekezett megoldást találni a borvám ügyére. Az Alsóház azonban felhánytorgatta John Rolle képviselő ügyét, akinek elkobozták áruját, mert nem fizette meg a vámot, amelynek kivetését többen a király által aláírt petíció megsértésének tekintették. Márciusban tumultuózus jelenetekre került sor, amikor Károly elrendelte az ülésszak lezárását, de a képviselők lefogták a székében Sir John Finch parlamenti elnököt, míg nem szavaztak az antikatolikus és antiarminiánus kérdésekben, valamint a borvám ügyében. A felháborodott király feloszlatta a parlamentet és kilenc vezetőjét (többek között Sir John Eliotot bebörtönöztette, mártírt csinálva belőlük ezáltal.
A parlament nélkül Károlynak nem volt pénze háborúzni és már Buckingham sem segíthetett, így békét kötött mind a franciákkal, mind a spanyolokkal. A következő tizenegy évben nem hívta össze a parlamentet; ezt az időszakot az angol történelemben az "egyszemélyi uralom" vagy a "zsarnokság tizenegy éve" néven ismerik, bár elődei több alkalommal is hasonlóan tettek (pl. I. Jakab 1614 és 1621 között. De adókat törvényesen csak a parlament vethetett ki, így az uralkodó kénytelen volt hagyományos kiváltságait és jogköreit felhasználni jövedelemszerzési céljaira.

### Pénzügyei

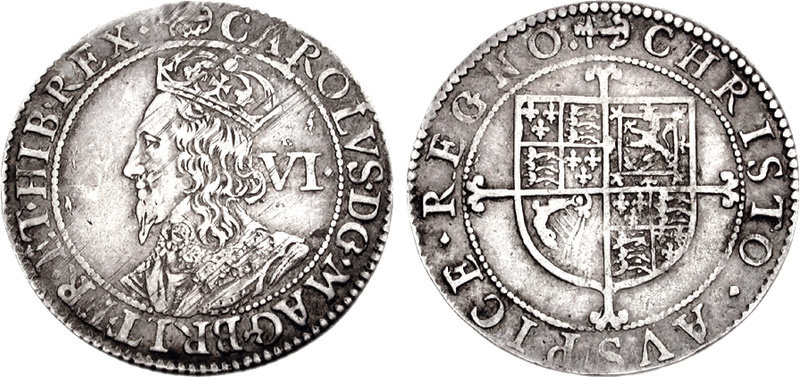
I. Károly ezüst hatpennyse

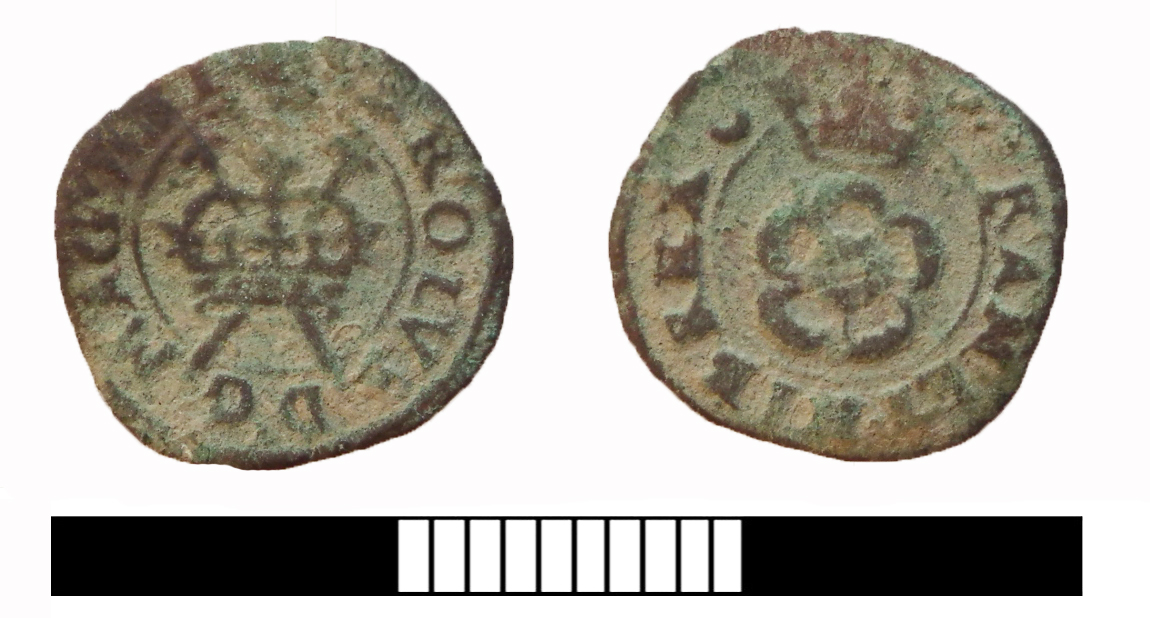
Károly farthingja. A két jogar Anglia és Skócia kettős királyságára utal

Buckingham rövid kalandjaitól eltekintve Károlynak többnyire nem volt annyi pénze, hogy külföldi háborúkat finanszírozzon. Uralkodása alatt legfeljebb önkéntese védelmi erőkre támaszkodhatott és legfeljebb diplomáciai úton támogathatta nővérét, Erzsébetet Pfalz visszaszerzésében.
Egész Európában Angliában szedték a legkevesebb adót, nem voltak hivatalos fogyasztási adók, sem rendszeres közvetlen adóztatás sem. Hogy növelje jövedelmét, Károly különféle kerülőutakra, jogi kiskapuk használatára kényszerült. Az egyik ilyen forrása egy régi, már több mint egy évszázada nem alkalmazott törvény volt, amely előírta, hogy mindenki, akinek birtoka évi 40 fontnál többet jövedelmez, köteles megjelenni a király koronázásán, hogy lovaggá üssék. A király összeíratta azoknak a névsorát akik megfeleltek a kritériumnak, de nem jelentek meg a koronázásán, majd pénzbüntetést szabott ki rájuk (a lista hosszú volt, mert egy átlagos földműves is megkeresett évente 10 fontot). Egy másik jelentős – és még a borvámnál is népszerűtlenebb –  jövedelemforrása az ún. hajópénz volt, amely a tengerparti városoktól szedett hozzájárulás volt a hadiflotta fenntartásához. Korábban ezt csak háború idején és csak a kikötővárosoktól hajtották be. Károly azonban arra hivatkozott, hogy semmilyen törvényes korlátja sincs annak, ha békeidőben és az egész országra kiterjesztve is beszedi. A flotta kincstárába befizetett hajópénz 1634-1638 között évi 150-200 ezer fontot hozott, utána viszont már  kevesebbet. Bár Anglia tizenkét főbírája (némi fenntartásokkal) úgy ítélte meg, hogy a hajópénz kiterjesztése a király előjogai közé tartozik, a felháborodás egyre nőtt. Amikor 1637-38-ban John Hampden földbirtokos megtagadta az adó befizetését, és emiatt bíróság elé citálták, az elégedetlenség felszínre törhetett. Hampdent a bíróság végül elítélte, de csak 7-5-ös szavazati aránnyal.
Károly monopóliumokat is adományozott (bár 1624 óta törvény tiltotta a személyek monopóliumbirtoklását, de a király ezt cégeknek adta), az 1630-as évek végén ebből is bejött évi kb. 100 ezer font. Az egyik ilyen a szappankészítésre és -eladásra vonatkozott, amelyet "pápista szappannak" is neveztek, mert gyártóinak egy része katolikus volt. Skóciában visszavonta valamennyi, a nemességnek 1540 óta adott birtokadományt, de aki ragaszkodott a földjéhez, az évi bérleti díj fejében megtarthatta. Angliában visszaállította a királyi erdők régi, középkori határait és azokat akik ezeken belül földet műveltek, most megbírságolták. Emiatt számos helyen törtek ki kisebb-nagyobb zavargások, lázadások.
Minden erőfeszítése ellenére 1640 közepére Károly gyakorlatilag csődbe jutott. London városa, akárcsak a külföldi bankárok nem voltak hajlandóak több hitelt folyósítani a számára. Júliusban odáig ment, hogy lefoglalta a királyi pénzverdében letétként elhelyezett, 130 ezer fontnyi rúdezüstöt, tulajdonosainak 8%-os kamatot ígérve. Augusztusban, amikor a Kelet-indiai Társaság nem adott számára hitelt, későbbi kártalanítás ígéretével lefoglalta a társaság bors- és fűszerkészletét és 60 ezer fontért (jóval piaci értéke alatt) eladatta.

## Vallási konfliktusok

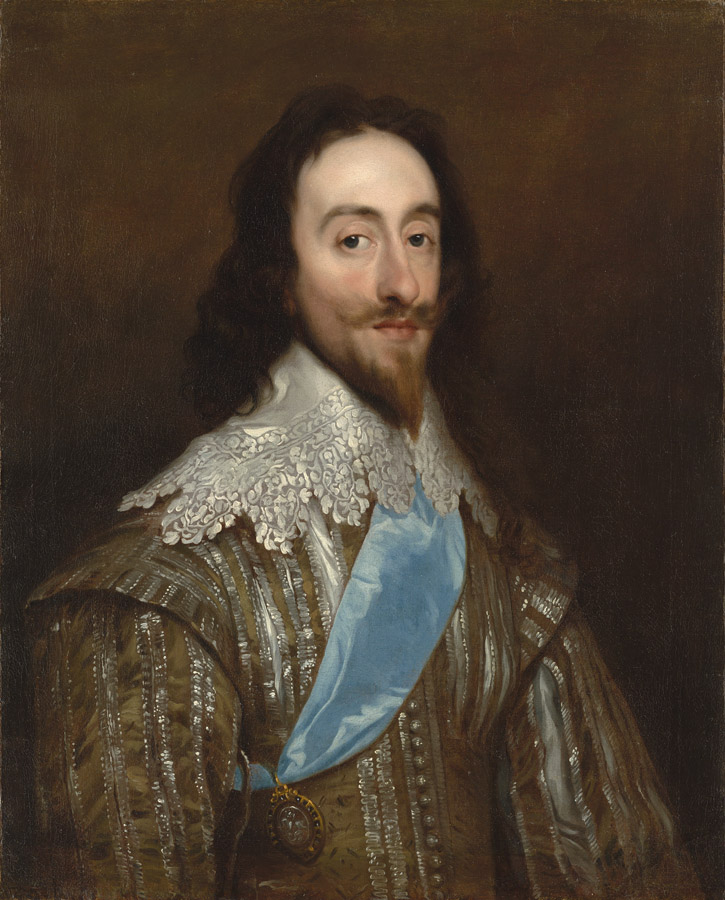
Károly portréja (Daniel Mijtens képe, 1632)

Károly idejében Európa-szerte vallásháborúk dúltak, így a vallás Angliában is a politikai viták homlokterébe került. Az arminiánusok az egyház tekintélyére helyezték a hangsúlyt és úgy vélték, hogy az emberek szabad akaratuk szerint elfogadhatják vagy elutasíthatják az isteni megváltást. A kálvinisták az ilyen nézeteket eretneknek tartották és attól tartottak, hogy velük a katolicizmust akarják visszacsempészni az országba. A puritánok szerint Károly túlságosan hajlott az arminiánusok felé és hevesen tiltakoztak amikor az anglikán egyházat kissé tradicionálisabb irányba akarta mozdítani. Elégedetlenek voltak a király külpolitikájával is, ami szerintük túlságosan barátian bánt Spanyolországgal és a harmincéves háborúban nem támogatta eléggé a protestáns hatalmakat.
1633-ban Károly William Laudot nevezte ki Canterbury érsekévé és ketten megindítottak egy olyan reformfolyamatot, amely az anglikán egyház egységesítésére irányult. Felléptek a hivatalos irányvonaltól eltérő prédikátorok ellen, ragaszkodtak hozzá, hogy a liturgia a Jakab király idejében kiadott imakönyv szerint történjen, átrendeztették a templombelsőket, hogy hangsúlyozzák az oltár szentségét. Ezenkívül újra kiadták Jakab 1618-as rendeletét, amely meghatározta, hogy milyen tevékenységeket, szórakozásokat lehet vasárnap és egyéb ünnepnapokon űzni. A reformoknak ellenálló papokat az érsek a legfelsőbb egyházi és világi bíróságok elé citálta és elítéltette. A törvényszékek hamarosan hírhedtté váltak, mert szigorúan lecsaptak a hivatalostól eltérő vallási nézetekre és a nemesemberekre is megalázó büntetéseket szabtak ki. 1637-ben például három puritánt (William Prynne-t, Henry Burtont és John Bastwicket) egy antiepiszkopális pamflet közzététele miatt pellengérhez kötöztek, megkorbácsoltak, levágták a fülüket és életfogytig tartó börtönbüntetésre ítéltek.
Károly egyházi reformjait Skóciában is tiltakozással fogadták. Bár a király Skóciában született, később nem sokat törődött szülőhazájával. Gyerekkorát követően csak 1633-ban, ottani koronázásakor látogatott el oda, ráadásul ragaszkodott hozzá, hogy annak liturgiája az anglikán rítus szerint történjen. 1637-ben a skót parlament vagy egyház véleményének megkérdezése nélkül elrendelte egy új imakönyv használatát, amely alig különbözött az angol standard imakönyvtől. Bár a könyvet Károly skót püspökökkel íratta, a hívek nagy része elutasította, mert úgy érezték hogy erőszakosan anglicizálni akarják őket. Amikor júliusban először vették használatba az imakönyvet, Edinburghban zavargások törtek ki (úgy kezdődött, hogy egy Jenny Geddes nevű piaci kofa az idegen imák hallatán a lelkészhez vágta a zsámolyát). A tiltakozók közzétették a Nemzeti egyezség (National Covenant) c. kiáltványt, melynek aláírói (az ún. covenanterek) megesküdtek, hogy megtartják a reformált egyház tanításait és nem fogadnak el semmilyen újítást, amelyet a Skót Egyház vagy a parlament nem szavazott meg előtte. 1638 novemberében az egyház nagygyűlése elítélte az új imakönyvet, felszámolta az episzkopális (püspökökön alapuló) egyházszervezetet, helyette presbiteriánus alapú új rendszert vezetve be.

### A püspökháborúk

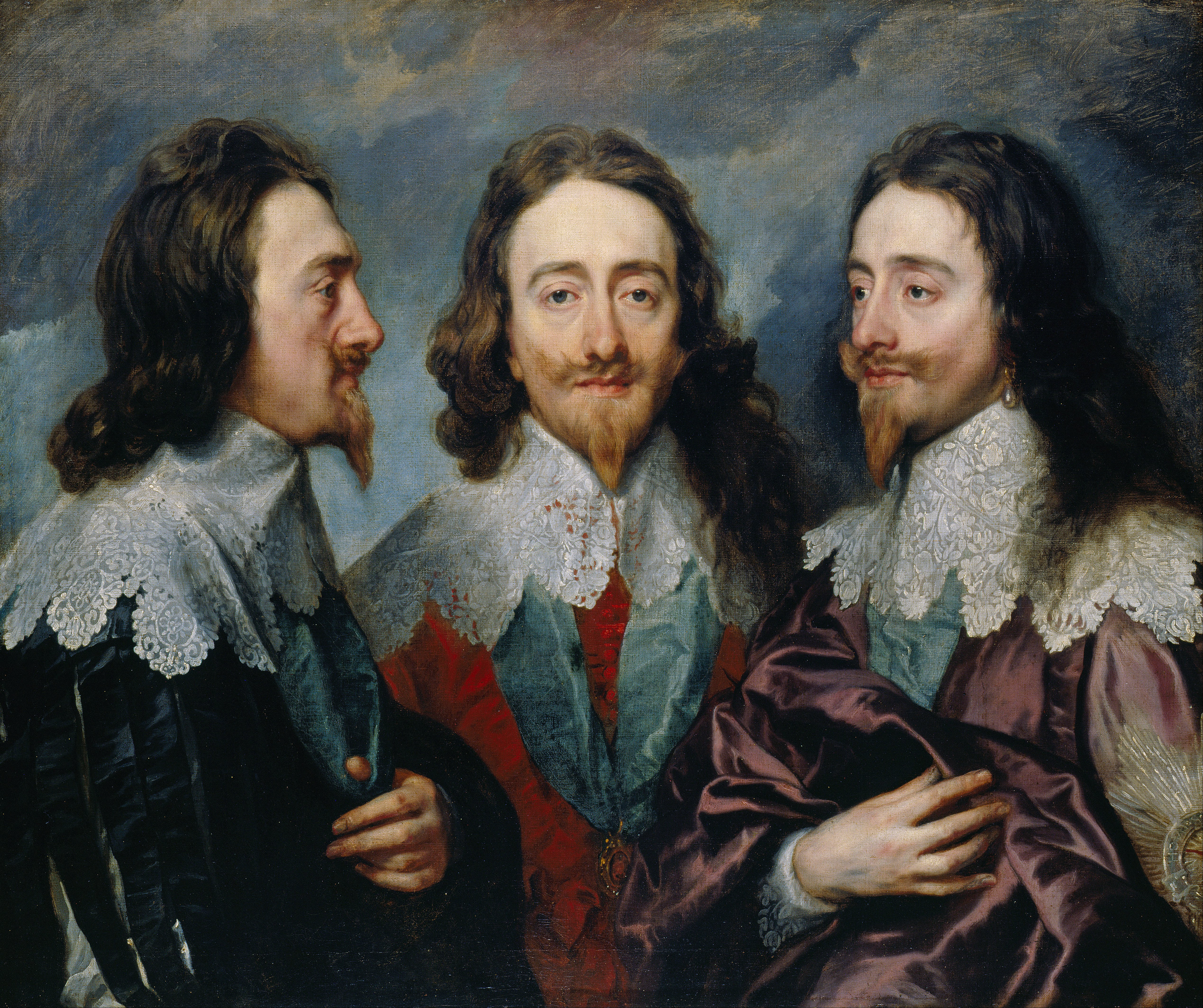
I. Károly három pozícióban (van Dyck tanulmánya, 1635–36)

Károly a királyi tekintély ellen irányuló lázadásnak tekintette a skótok ellenállását és a helyzet 1639-re az ún. első püspökháborúvá mérgesedett. Sikerült anélkül felállítania egy sereget, hogy pénzt kért volna a parlamenttől, és a skót határra, Berwick-upon-Tweed-be vonult. Az összecsapást azonban kerülte, mert attól tartott, hogy a covenanterek létszáma jóval felülmúlja az övét. A felek végül kiegyeztek és megkötötték a berwicki szerződést, melyben a skótok visszaadták a megszállt királyi várakat és leszerelték csapataikat, a király pedig visszavonta erőit és hozzájárult hogy összehívják az skót egyház nagygyűlését, utána pedig a skót parlamentet.
Az első püspökháború katonai kudarca fokozta a kormányzat pénzügyi és diplomáciai válságát, és még inkább aláásta Károly tekintélyét; különösen azután, hogy a holland flotta Kent partjainál a downsi csatában döntő vereséget mért a spanyolokra. Az összecsapást az angol flotta tehetetlenül nézte végig.
Károly nem mondott le arról, hogy megzabolázza a skótokat, a béketárgyalásokkal csak időt akart nyerni, amíg újabb csapatokat tud verbuválni. Az üres kincstár miatt azonban ehhez össze kellett hívnia a parlamentet. 1640 elején mind az angol, mind az ír parlament összeülhetett. Az írek márciusban meg is szavaztak a számára 180 ezer fontot, hogy azzal május végére felállítson egy 9 ezres kontingenst. Az angliai képviselőválasztásokon viszont az udvar favoritjai rosszul szerepeltek és az összeülő Alsóházzal hamar patthelyzetbe jutottak a tárgyalások. Northumberland és Strafford grófjai megpróbáltak kompromisszumot kötni, mely szerint a király lemond a hajópénz szedéséről, ha megszavaznak neki 650 ezer fontot (bár a háború költségét legalább egymillióra becsülték). A képviselők ezt kevesellték és újabb reformokat követeltek, amit a Lordok Házának támogatását élvező Károly visszautasított. A király (Northumberland tiltakozásával nem törődve) májusban kevesebb mint egy hónap után feloszlatta az ún. "rövid parlamentet" (ahogyan később nevezték).
Ekkorra Strafford (aki 1632 óta Írország főkormányzója volt és 1640-re Károly egyik fő tanácsadójává vált) Laud érsekkel közösen kidolgozott egy tervet (amely a "teljes", "alapos"  jelentésű Thorough nevet kapta), hogyan tudnák a helyi, sokszor ellenzéki hatóságok rovására megerősíteni a központi királyi hatalmat.
Az angol rövid parlament esetén felháborodott skót országgyűlés kijelentette, hogy királyi jóváhagyás nélkül is képes kormányozni Skóciát és 1640 augusztusában csapatai bevonultak az angliai Northumberland grófságába. Mivel Northumberland grófja, a királyi hadsereg főparancsnoka éppen beteg volt, Károly és Strafford ment északra a válság intézésre (bár Stafford maga is betegeskedett, egyszerre kínozta köszvény és hasmenés). A skótok – akik a harmincéves háború számos veteránját is soraik között tudhatták - morálja és harcértéke jóval magasabbnak bizonyult az angolokénál és szinte ellenállás nélkül vonultak Newcastle upon Tyne-hoz, ahol a newburni csatában megverték a királyi csapatokat.
Károly amennyire csak tudta igyekezett elkerülni a parlament összehívását és helyette felelevenítette a főúri Nagytanácsot (Magnum Concilium), amire VI. Eduárd óta nem volt példa. De mire az 1640 szeptemberében Yorkban összeült, a király beadta a derekát és elhatározta, hogy sokak tanácsát vagy követelését követve, mégis összehívja az országgyűlést. Az összegyűlt főurakat megkérdezte, hogy addig is hogyan tudná finanszírozni a skótok elleni háborút, de csak azt a választ kapta, hogy kössön békét. Így Károly októberben kénytelen volt aláírni a megalázó riponi szerződést, melyben vállalta hogy a fegyverszünet idején ő állja az Észak-Angliát megszállva tartó skót hadsereg napi 850 fontra rúgó költségeit. Ezután a király összehívta a később hosszú parlamentnek nevezett országgyűlést. A választásokon jelöltjei szokás szerint rosszul szerepeltek, az alsóház 493 tagjából több mint 350 tartozott az ellenzékhez.

## A hosszú parlament

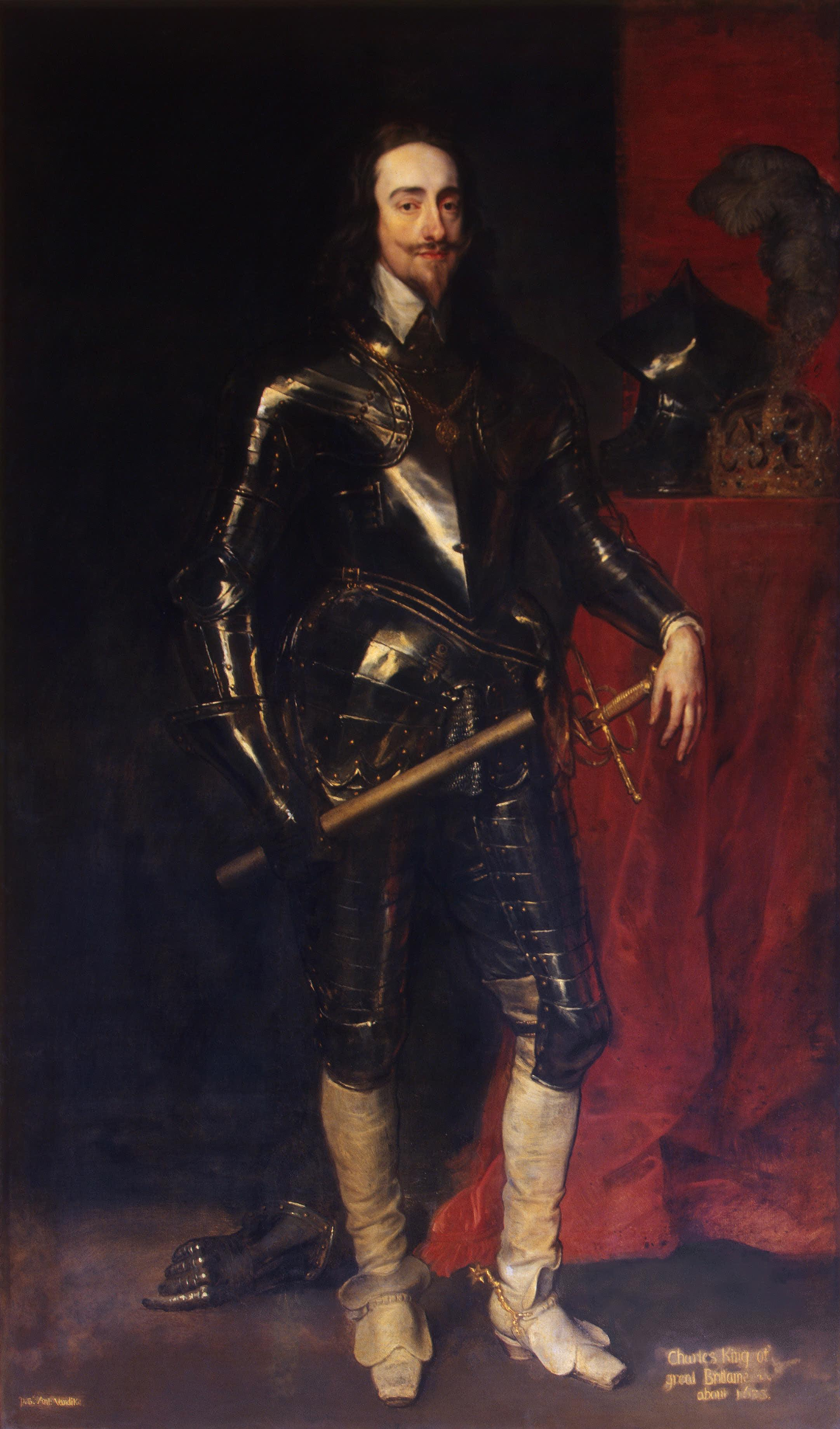
Károly vértben (van Dyck műhelye, 1638

Károlynak a hosszú parlamenttel épp annyi baja volt, mint korábban a röviddel. Az 1640 november 3-án először összeült Alsóház sorra elkezdte hazaárulásért vád alá helyezni a király legközelebbi tanácsadóit. Straffordot november 10-én vették őrizetbe; Laudot december 18-án vették vád alá, Finch lordpecsétőrt egy nappal később (ő Károly jóváhagyásával el is menekült Hágába). A feloszlatást elkerülendő, a képviselők olyan törvényt hoztak, amely előírta a parlament legalább háromévenkénti összehívását; és ha a király mégsem tett volna ennek eleget, akkor ezt a lordpecsétőr és 12 főúr is megtehette helyette. Károly, ha morgolódva is, de 1641 februárjában aláírta a törvényt, mert ahhoz kötötték pénzbeli támogatását.
Az ellenzéki képviselők (főleg John Pym) elsődleges célpontja Strafford volt, akinek tárgyalása március végén kezdődött. A fő vádpontot, miszerint azzal fenyegetőzött, hogy ír hadsereggel fogja letörni az angolok ellenállását, nem sikerült bizonyítani. Pym és társai ekkor egy jogfosztási törvényjavaslatot nyújtott be, amely egyszerűen bűnösnek nyilvánította Straffordot és kimondta volna rá a halálbüntetést. Károly azonban ezt semmiképpen nem volt hajlandó aláírni és a képviselők nagy része sem vállalta hogy "gyilkosságot kövessenek el az igazság kardjával". De az egyre fokozódó feszültség miatt (amelyben nagy része volt annak, hogy royalista tisztek Károly tudtával államcsínyt szerveztek Strafford megmentésére) a helyzet megváltozott. Április 20-án az Alsóház 204 szavazattal 59 ellenében, 230 tartózkodással elfogadta a jogfosztási törvényt és a Lordok Háza sem mert ellenkezni velük (26 szavazattal 19 ellenében, 79 távolmaradó mellett). Május 3-án a képviselők elfogadtak egy törvényt, amely szerint minden 18 éven felüli angol férfinak alá kell írnia egy nyilatkozatot, mely egyrészt hűségnyilatkozat volt Károly irányában, azonban egyúttal kötelezte az illetőt, hogy tiltakozzék tanácsadóinak "önkényes és zsarnoki" kormányzása ellen és megvédje az "az igaz reformált vallást", a parlamentet és az alattvalóik szabadságjogait. Károly lázadástól tartott, így végül bíróinak és püspökeinek tanácsára május 9-én aláírta Strafford jogfosztását. Tanácsadóját három nappal később lefejezték.
Szintén aláírta azt a precedens nélküli törvényjavaslatot, amely jogellenesnek mondta ki a parlament feloszlatását, annak akarata ellenében. A következő hónapokban eltörölték a hajópénzt, a koronázási bírságot, a parlamenti jóváhagyás nélkül kivetett fogyasztási adókat, valamint felszámolták a Laud egyházreformját ellenzőket elítélő felső bíróságokat. A püspököket és az episzkopális rendszert támadó tervezeteket is benyújtottak, de azokat a Lordok Házában feltartóztatták.
Károly augusztusban a londoni szerződéssel békét kötött a skótokkal, nagyjából azok feltételei szerint: elfogadta a presbiteriánus egyházrendszer megmaradását, ígéretet tett, hogy senkit sem ítélnek el a felkelésben való részvétele miatt és 300 ezer fontot fizetett nekik. A király ellátogatott Skóciába is, hogy végleg lezárják a konfliktust, szavahihetőségét azonban alaposan megtépázta amikor kiderült, hogy royalista nemesek összeesküvést szerveztek a vezető ellenzéki skót főurak elrablására.

### Az ír felkelés

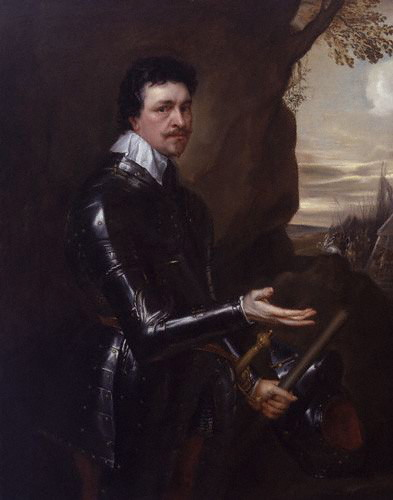
Thomas Wentworth, Strafford grófja

Írország lakossága három nagyobb csoportra oszlott: a katolikus gael írek, a többségükben szintén katolikus óangolok (a normann betelepülők leszármazottai), valamint a protestáns  "újangolok" (olyan skótok és angolok akik nemrég települtek át, főleg Észak-Írországba és a parlament oldalán álltak a konfliktusban). Strafford kormányzata sokat tett az ír gazdaság (és az abból származó adójövedelmek) fellendítésért, de eközben kemény kézzel tartotta fenn a rendet. Felszerelt egy nagy, alapvetően katolikus hadsereget és meggyengítette az ír parlament befolyását. Mindeközben rendszeresen elkobozták a katolikusok földjeit, hogy protestáns telepeseknek osszák ki és betartatták a puritánok által gyűlölt, Laud-féle anglikán egyházreformokat. Ezzel a politikával mindhárom társadalmi csoportot sikerült maguk ellen fordítani. Az ír parlament óangol tagjai azzal érveltek (a londoni képviselőkhöz hasonlóan) hogy Strafford elítéltetésével csak a király – akit gonosz tanácsadói félrevezettek – iránti hűségüket mutatják meg.
Strafford bukása Károly írországi helyzetét is meggyengítette. Az angol Alsóház háromszor is követelte tőle hogy szerelje le az írországi hadsereget, míg végül Strafford perének vége felé a pénzhiány miatt kénytelen volt magától is szélnek ereszteni a katonákat. Az ír társadalmi konfliktusok és feszültségek (a katolikus földjeinek elkobzása, a protestánsok betelepítése, az ír parlament alárendelése az angolnak) azonban megmaradtak. 1641 októberének végén fegyveres konfliktus tört ki a gael írek és az újangolok között és az óangolok – miközben hangsúlyozták a király iránti hűségüket – az előbbiek oldalára álltak.
Novemberben az Alsóház elfogadott egy tiltakozó feliratot, amelyben a koronázás idejétől kezdve összegyűjtötték a király tanácsadói és miniszterei által elkövetett méltánytalanságokat. Sokan úgy gondolták, hogy mindezek egy nagy katolikus összeesküvés részét képezik, amelyben Károly, ha nem tudatosan is, de részt vett. A politikai feszültséget fokozó felirat támogatása nem volt egyöntetű, csak 159 szavazattal fogadták el 148 ellenében; ezenfelül a Lordok Háza (amelyet a felirat támadott) is elutasította. Ebben a légkörben érkeztek meg a hírek az írországi lázadásról, hogy az írek ölik a protestánsokat. Különféle rémhíreket terjesztettek a pápista összeesküvésekről. Károlyt – igaztalanul – azzal vádolták, hogy a konfliktusban a katolikusokat támogatja. Amikor a király pénzt kért a parlamenttől a felkelés leverésére, a képviselők kétségbe vonták szavahihetőségét és attól tartottak, hogy az összegyűjtött csapatokat a parlament ellen fordítja majd. Pym benyújtott egy törvényjavaslatot, hogy a hadsereg irányítása kerüljön át a parlamenthez, de ezt sem Károly, sem a lordok nem támogatták; így ezt rendeletként fogadták el, amihez nem kellett a hozzájárulásuk. Így viszont azt érték el, hogy a Lordok Háza közelebb került a királyhoz. Károly az egyre kaotikusabbá váló Londonban a brutalitásáról hírhedt Thomas Lunsford ezredest nevezte ki a Tower parancsnokává, de a városi tanács tiltakozására néhány nappal később visszavonta döntését. Amikor aztán Károly fülébe jutott, hogy a parlament a feleségét is vád alá akarja helyezni az ír felkelőkkel való konspirálás vádjával, határozott lépésre szánta el magát.

### Az öt képviselő

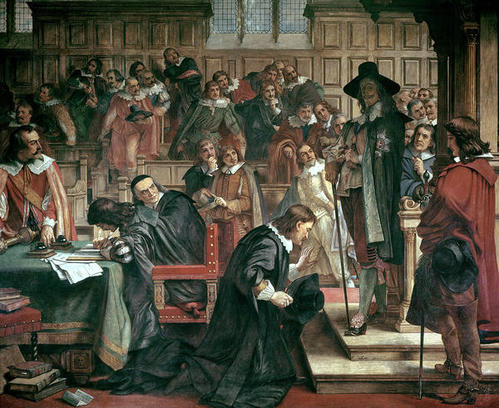
Károly megpróbálja letartóztatni az öt képviselőt (Charles West Cope képe)

Károly arra gyanakodott (és valószínűleg igaza volt), hogy az angol parlament egyes tagjai összejátszottak az Angliába betörő skótokkal. 1642. január 3-án felszólította a parlamentet, hogy adja ki a hazaárulással vádolt öt alsóházi képviselőt: John Pymet, John Hampdent, Denzil Hollest, William Strode-ot és Sir Arthur Haselriget, valamint a főrend Lord Mandeville-t. A parlament ezt megtagadta. Valószínűleg Henrietta Mária győzte meg a férjét, hogy erőszakkal tartóztassa le őket. Az akció sikere érdekében Károly személyesen vezette a fegyvereseket. Szándékának híre azonban megelőzte őt, és a képviselők csónakkal elmenekültek, még mielőtt a 400 katona által kísért király belépett volna az Alsóházba. Károly elfoglalta az elnök székét és előbb a képviselőktől, majd William Lenthall elnöktől kérdezte, hogy hol vannak a körözött személyek. Lenthall térden állva ezt a híres választ adta neki: "Bocsánatát kérem felség, de nincs szemem hogy lássak, nincs nyelvem hogy szóljak mást ezen a helyen, mint ahogyan a Ház, melynek szolgája vagyok, engem erre utasít." Károly kénytelen volt üres kézzel távozni.
A letartóztatási próbálkozás katasztrofális politikai következményekkel járt. A képviselők erőszakos lefogatása példa nélküli volt az angol történelemben és durván megsértette a parlament előjogait. Károly többé nem tüntethette fel magát a hagyományok őrének és a politikai káosz elleni utolsó bástyának.
London hamar a parlament ellenőrzése alá került, Károly pedig január 10-én kénytelen volt Hampton Court-i palotájába, két nappal később pedig a windsori kastélyába menekülni. Feleségét és idősebb lányát külföldre küldte, hogy biztonságban legyenek, maga pedig északra indult, hogy lefoglalja Kingston upon Hull fegyvertárát. A város parlamentpárti kormányzója, Sir John Hotham megtagadta a beengedését, így vissza kellett vonulnia.

## Az angol polgárháború

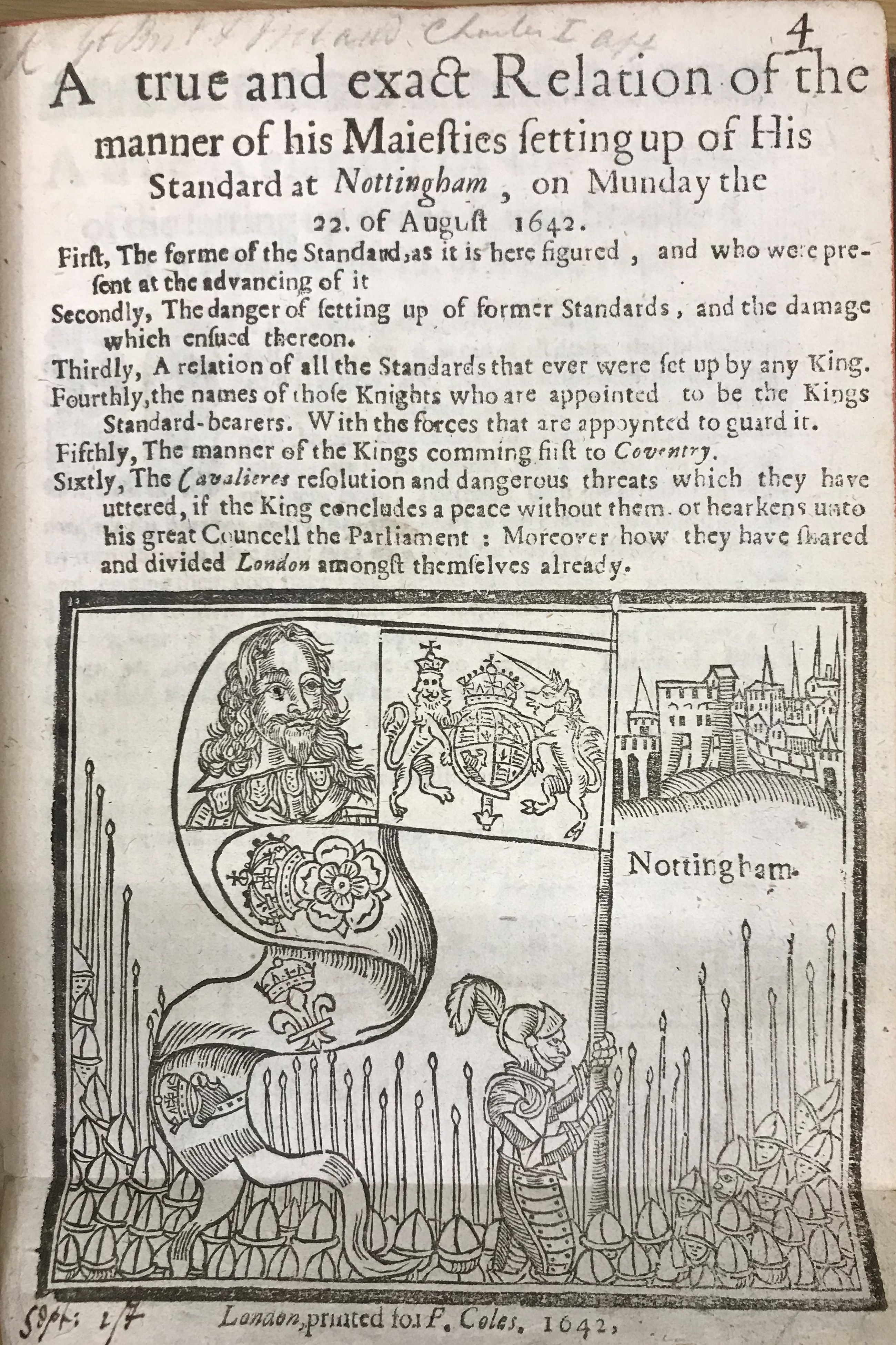
Károly zászlót bont Nottinghamben (parlamenti pamflet)

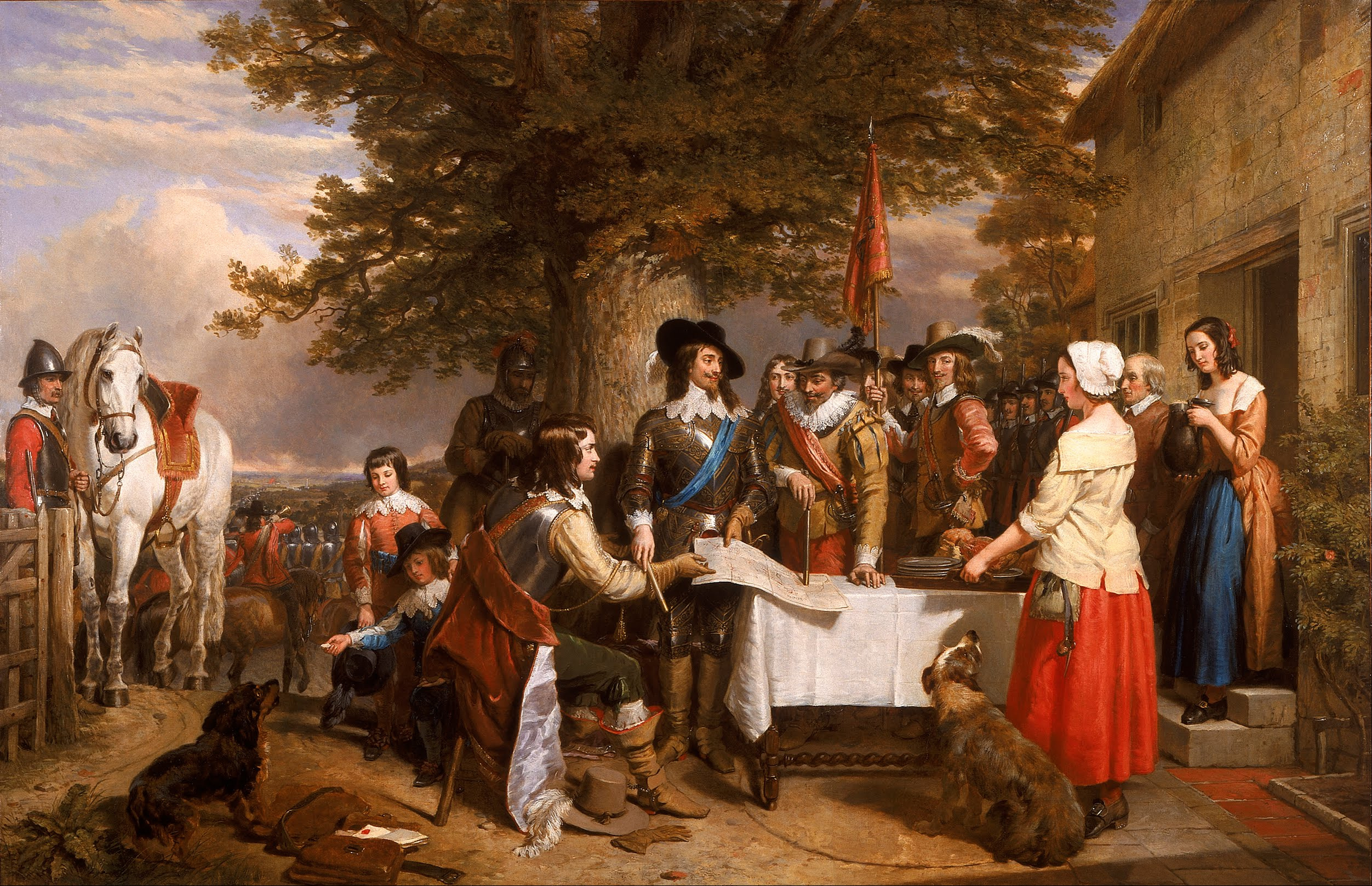
Haditanács az edgehilli csata előtt (Charles Landseer képe, 1845)

1642 közepén mindkét fél fegyverkezni kezdett. Károly a hagyományos, középkori módszerrel sorozási rendelkezéseket adott ki, míg a parlament önkénteseket hívott milíciáiba. Miután a tárgyalások nem vezettek eredményre, a király 1642. augusztus 22-én Nottinghamben kibontotta zászlaját. Erői ekkor nagyjából Észak-, Közép- és Délnyugat-Angliát, valamint Walest ellenőrizték. Udvarát Oxfordban állította fel. A parlamenté volt London, Kelet- és Délkelet-Anglia, valamint ő parancsolt a flottának is.
Az kisebb, tapogatózó összecsapásokat követően a főerők október 23-án Edgehillnél találkoztak. A király unokaöccse, Rupert pfalzi herceg elutasította Lord Lindsey haditervét, és miután Károly Rupert oldalára állt, Lindsey ott helyben lemondott. A király maga vette át a csapatok vezetését, amiben Lord Forth segítette. Rupert lovassága sikeresen áttörte a parlamentiek sorait, de aztán ahelyett hogy visszafordultak volna, elkezdték fosztogatni az ellenség táborát. Az egyik ezredet vezető Lindsey megsebesült és elvérzett. A csata alkonyatig egyik fél javára sem dőlt el, amikor is a beálló éjszaka miatt visszavonultak.
Károly – akit a csata saját szavaival élve "rendkívüli módon és mélységesen elszomorított" – másnap reggel visszatért Oxfordba és visszautasította Rupert javaslatát, hogy azonnal támadjanak Londonra. Csak egy héttel később, november 3-án indult a főváros felé, útközben elfoglalva Brentfordot. Útja során folyamatosan tárgyalt a helyi és parlamenti küldöttségekkel. London közelébe érve Turnham Greennél szembetalálkozott a jórészt kiképzetlen, de jóval nagyobb létszámú városi milíciával és némi ágyúpárbajt követően inkább visszavonult. A telet Oxfordban töltötte, ahol megerősítette a város védelmét és előkészítette a következő évi hadjáratot. A tél során folytatták a béketárgyalásokat, de áprilisig semmilyen előrelépést sem tudtak elérni.

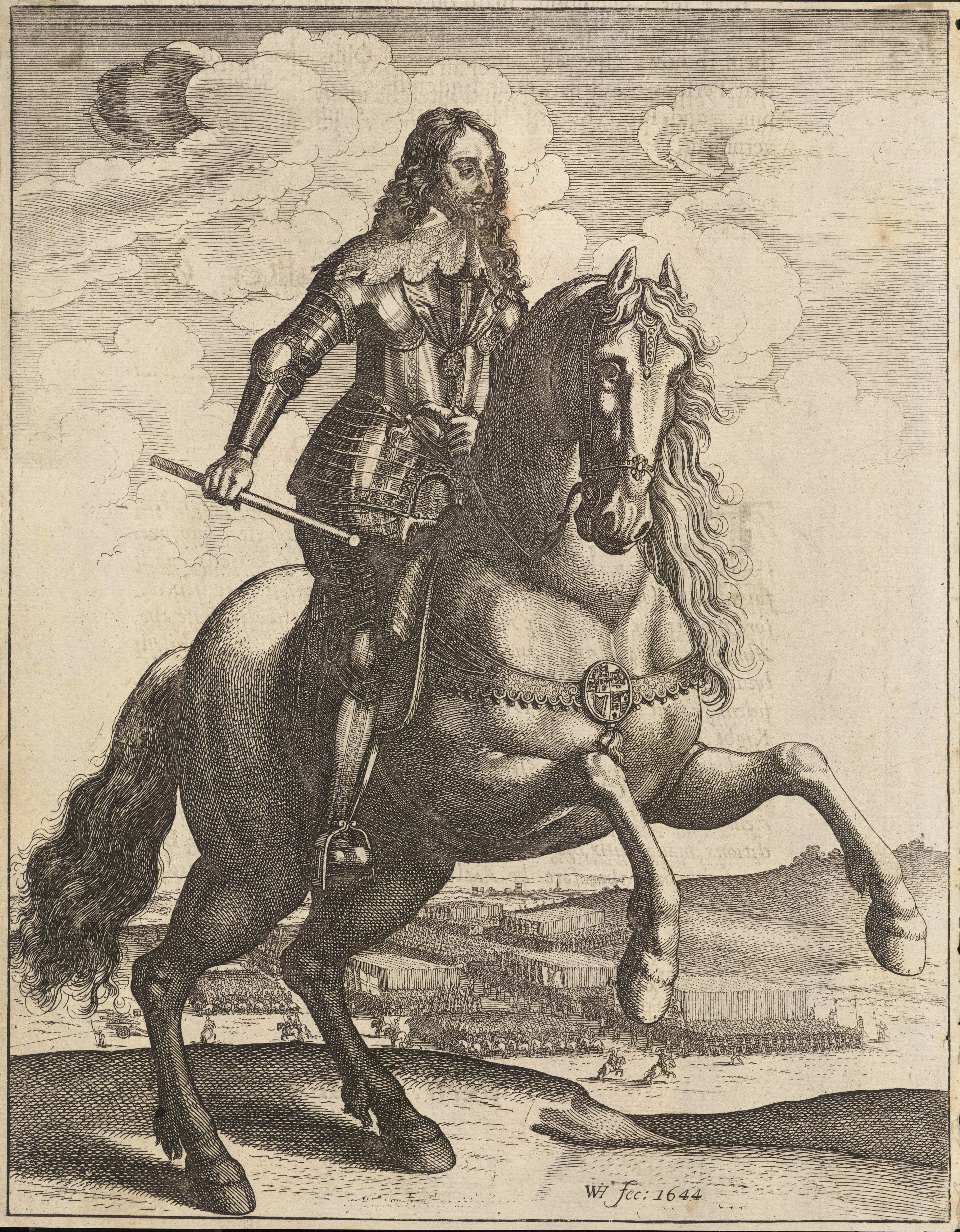
Károly a hadvezér (Wenceslaus Hollar metszete, 1644)

A háború a következő hónapokban is folytatódott anélkül, hogy bármelyik félnek sikerült volna fölénybe kerekednie. 17 hónapnyi külföldi tartózkodás után, 1643 februárjában Henrietta Mária visszatért Angliába. Miután Rupert júliusban elfoglalta Bristolt, Károly a kikötővárosba utazott és a Severnen felfelé haladva ostrom alá vette Gloucestert. Az esős időjárás miatt hiába próbálta aláaknázni a város falait és a parlamenti felmentő erők közeledtére visszavonult Sudeley kastélyába. A parlamentiek visszafordultak London felé, a király pedig üldözni kezdte őket. A két hadsereg szeptember 20-án Newburynél csapott össze. Akárcsak Edgehillnél, egészen estig küzdöttek, az éjszaka véget vetett a harcnak, reggel pedig elvonultak. 1644 januárjában Károly Oxfordba összehívta a parlamentet, amelyen 40 főrend és 118 alsóházi küldött jelent meg; az 1645 márciusáig tartó ülésszakon összességében a lordok többsége és az alsóháziak harmada vett részt. Tevékenységük eredménytelennek bizonyult, még Károly is "korcs" parlamentnek hívta a feleségének írt magánleveleiben.
1644-ben a király az ország déli felén maradt, míg Rupert északra sietett, hogy felmentse a fenyegetett Newarkot és Yorkot. Június végén Károly győzelmet aratott a Cropredy Bridge-i csatában, ezt ellensúlyozta viszont a néhány nappal később, északon elszenvedett Marston Moor-i vereség. Az uralkodó a lostwithieli csatában bekerítette és lefegyverezte az Essex grófja által vezetett parlamenti erőket. Oxfordba visszatérőben Newburynél ismét összecsapott a lázadókkal, ugyanúgy eredménytelenül. A tél folyamán – míg a csapatokat feltöltötték és újjászervezték – tárgyaltak egymással, de azok nem vezettek semmilyen eredményre.
1645 június 14-án a naseby-i csatában csaptak ismét össze, ahol Rupertnek sikerült ugyan eredményes lovasrohamot indítani a parlamentiek "újfajta hadseregének" szárnya ellen, a csatamező többi részén azonban a royalisták kénytelenek voltak visszavonulni. Károly előre akart lovagolni, hogy lelkesítse embereit, de Lord Carnwath a testi épségét féltve a lova kantárjánál fogva visszatartotta. A katonák félreértették a mozdulatát, azt hitték, hogy visszavonulásra adott parancsot és a harcrend hamarosan összeomlott. A csata fordulópontot jelentett, a royalisták ezt követően egymás után szenvedték el kudarcaikat. A parlamentiek blokád alá vették Oxfordot, ahonnan Károly 1646 áprilisában szolgának öltözve megszökött, hogy feladja magát a Newarkot ostromló skótoknak, akiknél jobb tárgyalási feltételeket remélt. A presbiteriánusok Newcastle upon Tyne-ba vitték, és kilenc hónapnyi tárgyalás után 1647 januárjában 100 ezer fontért (és részletekben fizetendő további 300 ezer ígéretéért) cserébe átadták őt a parlamentieknek.

### Fogsága

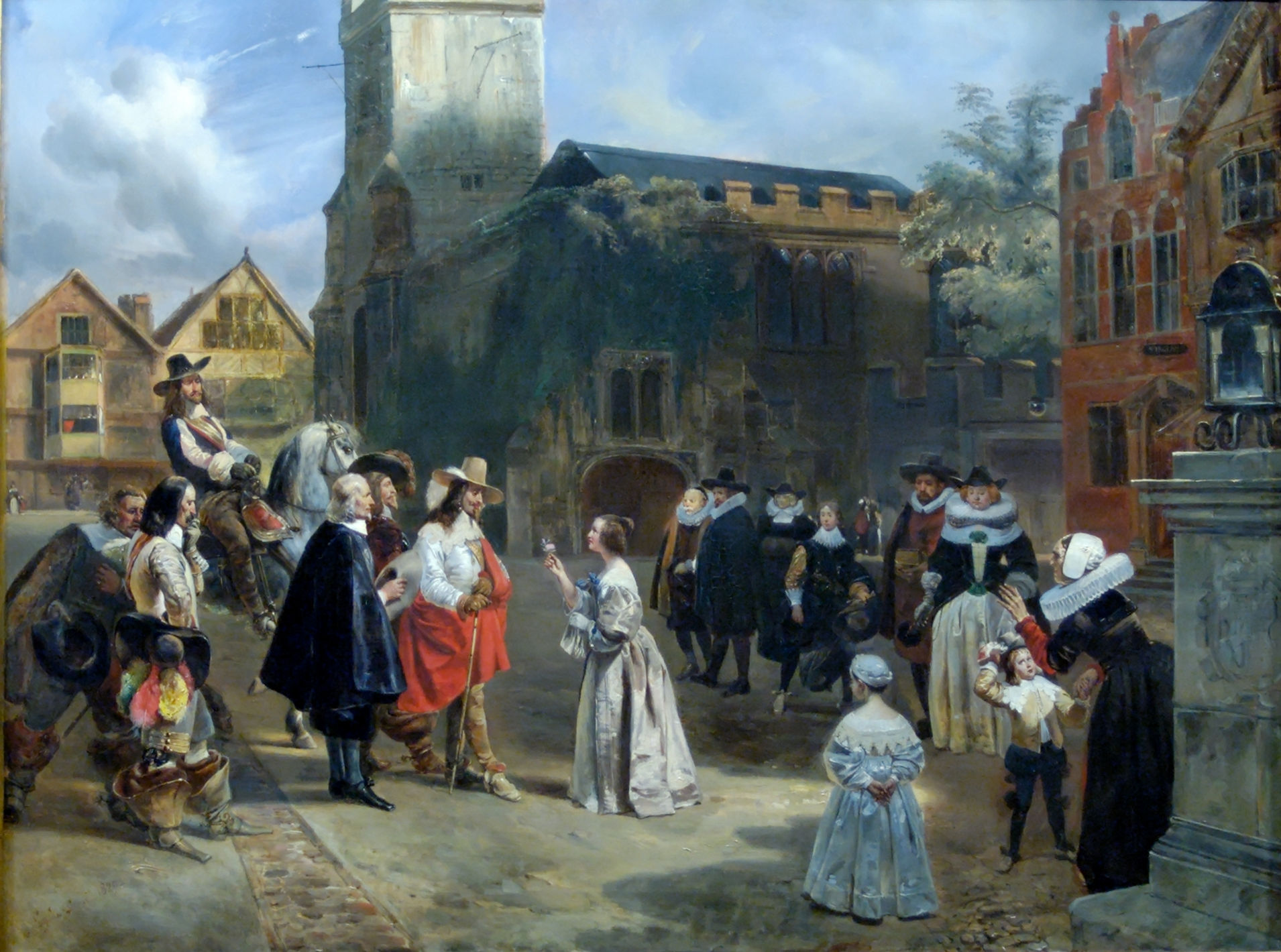
A fogoly király Carisbrooke-ban (Eugène Lami képe, 1829)

Károlyt a parlament a northamptonshire-i Holdenby House-ban tartotta házi őrizetben, míg június 3-án George Joyce a hadsereg nevében el nem vitte onnan. Ekkorra a parlament és a hadsereg között feszültségek jelentkeztek; az előbbi inkább presbiteriánus volt és fel akarta oszlatni az állandó "újfajta hadsereget", míg az utóbbi tisztjei a kongregacionalista irányelvet követték a vallásban és nagyobb politikai szerepre törekedtek. Károly szerette volna kihasználni ezt az egyre mélyülő viszályt és Joyce akciójában nem veszélyt látott, hanem inkább lehetőséget. Saját javaslatára előbb a suffolki Newmarketbe vitték, aztán az oatlandsi palotába, végül Hampton Court-ba került, ahol folytatta a tárgyalásokat. Végül belátta ezek kilátástalanságát és november 11-én megszökött. Felvette a kapcsolatot Robert Hammonddal, Wight szigetének parlamenti kormányzójával, akit megbízhatónak vélt. Hammond azonban elfogta a királyt, Carisbrooke várába zárta és értesítette a parlamentet.
Károly Carisbrooke-ból folytatta alkudozásait a különféle érdekcsoportokkal. 1647. december 26-án titkos megállapodást kötött a skótokkal, hogy ha azok kiszabadítják és visszaszerzik a trónját, akkor három évre bevezeti a presbiterianizmust Angliában. 1648 májusában a royalisták megindították a második polgárháborút és a megállapodásnak megfelelően a skótok benyomultak Angliába. A parlamenti erők azonban Kentben, Essexben, Cumberlandben és Dél-Walesben hamar elnyomták a felkeléseket és miután augusztusban a prestoni csatában megverték a skótokat, világossá vált, hogy a royalista mozgalom elbukott.
Károly kénytelen volt visszatérni a tárgyalásokhoz, amelyeket a wight-szigeti Newportban tartottak. December 5-én a parlament megszavazta a tárgyalások folytatását, de Oliver Cromwell és a hadsereg ezt megvétózta, mert fölöslegesnek tartották a további szócséplést a "véreskezű zsarnokkal". November 27-én Hammond kormányzót leváltották és a hadsereg őrizetbe vette. December 6-án a két hatalmi központ konfliktusa erőszakba torkollott: Thomas Pride ezredes letartóztatta vagy egyszerűen csak nem engedte be az Alsóház épületébe azokat a képviselőket, akik negatívan viszonyultak a hadsereghez (az ún. Pride-tisztogatás). Mások önként maradtak távol. A maradék képviselőkből ült össze az ún. csonka parlament. A hadsereg egy fegyveres államcsínnyel átvette a hatalmat.

## Pere

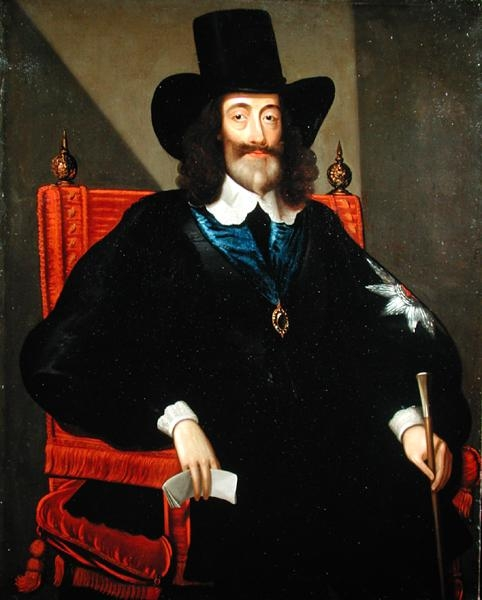
Károly a per idején (Edward Bower képe, 1649). Haja és szakálla megnőtt, mert a parlament elbocsátotta a borbélyát, mást pedig nem engedett a közelébe borotvával.

1648 végén Károlyt Hurst várába vitték, onnan pedig a windsori kastélyba. Januárban a csonka parlament Alsóháza hazaárulásért vádat emelt ellene, de a Lordok Háza ezt elutasította. Korábban elképzelhetetlen volt, hogy egy királyt bíróság elé lehet citálni és az ország három fő törvényszékének vezetője (Henry Rolle, Oliver St John és John Wilde) a képviselők vádemelését törvénytelennek ítélte. A csonka parlament kijelentette, hogy ezentúl egyedül, főrendi vagy királyi megerősítés nélkül hoz törvényeket és megszavazott egy rendeletet egy külön törvényszék felállításáról, amelynek Károly pere volt az egyetlen feladata. Az így létrehozott Igazság Főtörvényszékének 135 megbízott tagja volt, de sokan megtagadták a részvételt vagy egyszerűen csak nem jelentek meg. Csak 68-an (valamennyien meggyőződéses parlamentpártiak) vettek részt a király perén. A per 1649. január 20-án kezdődött a Westminster Hall-ban. Károlyt hazaárulással és "egyéb főbenjáró bűnökkel" vádolták. A törvényszéket John Bradshaw vezette, a főügyész szerepét John Cook vállalta magára.

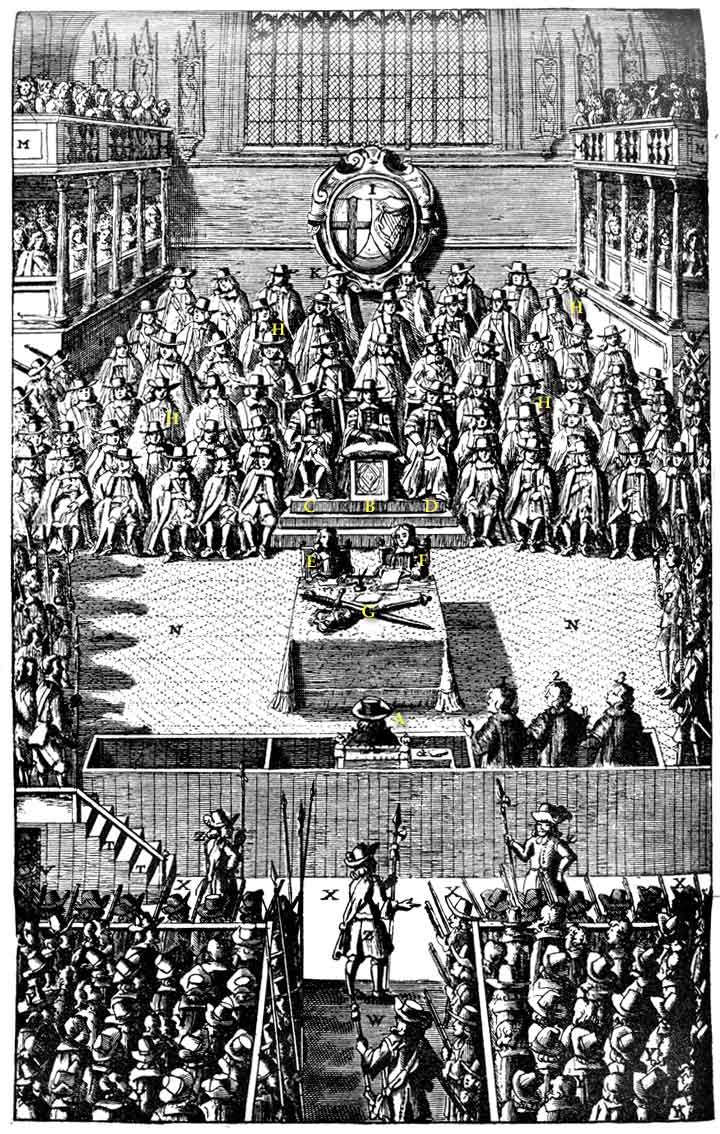
Károly (háttal, a vádlottak padján) a bíróság előtt

A vád szerint Károly azzal merítette ki a hazaárulás tényállását, hogy a rá ruházott hatalmat nem az ország javára, hanem személyes érdekeinek előremozdítására fordította. A vádirat azt állította, hogy volt egy "elvetemült terve korlátlan és zsarnoki hatalom létrehozására és fenntartására, amellyel kedve szerint uralkodhat és megfoszthatja a népet jogaitól és szabadságaitól". Ennek véghezviteléhez "hitszegő és gonosz módon hadat viselt a jelenlegi parlament és az általa képviselt nép ellen", valamint "a fent említett Stuart Károly elvetemült tervei, háborúi és gonosz cselekedetei a saját és családja személyes érdekeinek, hatalmának és állítólagos előjogainak előmozdítására és fenntartására irányultak és irányulnak, eme nemzet népének közérdeke, közjoga, szabadsága, igazságossága és békéje ellenében." Ahogyan ma is a parancsnokokat teszik felelőssé az elkövetett háborús bűnökért, a vádirat Károlyt bűnösnek tartotta "minden, a nemzetet ért árulásban, gyilkosságban, rablásban, gyújtogatásban, fosztogatásban, zsákmányban, pusztításban és károkozásban, amelyeket a fent említett háborúkban követtek el vagy okoztak." Becslések szerint a polgárháborúban 300 ezren (a lakosság 6%-a) haltak meg.
A per első három napjában Károly megtagadta hogy védekezzen a vádak ellen, mert nem ismerte el a tárgyalás törvényességét. Kijelentette, hogy egyetlen törvényszéknek sincs joghatósága egy király fölött, hogy uralkodói jogait egyenesen Isten kegyelméből, Anglia hagyományos törvényeinek megfelelően kapta és vádlói törvénytelenül, erőszak által hurcolták az illegális bíróság elé. A bíróság azonban kétségbe vonta az uralkodói jogimmunitás doktrínáját és állítása szerint "Anglia királya nem egy személy, hanem egy tisztség, melynek minden egyes betöltője korlátozott hatalomban részesül, hogy az országot annak törvényei szerint és nem másképp, kormányozza".
A harmadik nap végén Károlyt elvezették a törvényszékről, amely a következő két napban az ő távollétében  harminc tanút hallgatott meg, január 26-án pedig halálra ítélték a királyt. A következő napon Károlyt ismét a bíróság elé vitték és közölték vele a határozatot. Az ítélet szerint "Mindezen árulásokért és bűnökért ezen bíróság úgy ítéli meg, hogy őt, a fent említett Stuart Károlyt, mint zsarnokot, árulót, gyilkost és e nemzet jó népének közellenségét, halálra kell ítélni azáltal, hogy fejét elválasztják a testétől." A megbízottak közül 59-en írták alá Károly halálos ítéletét.

## Kivégzése

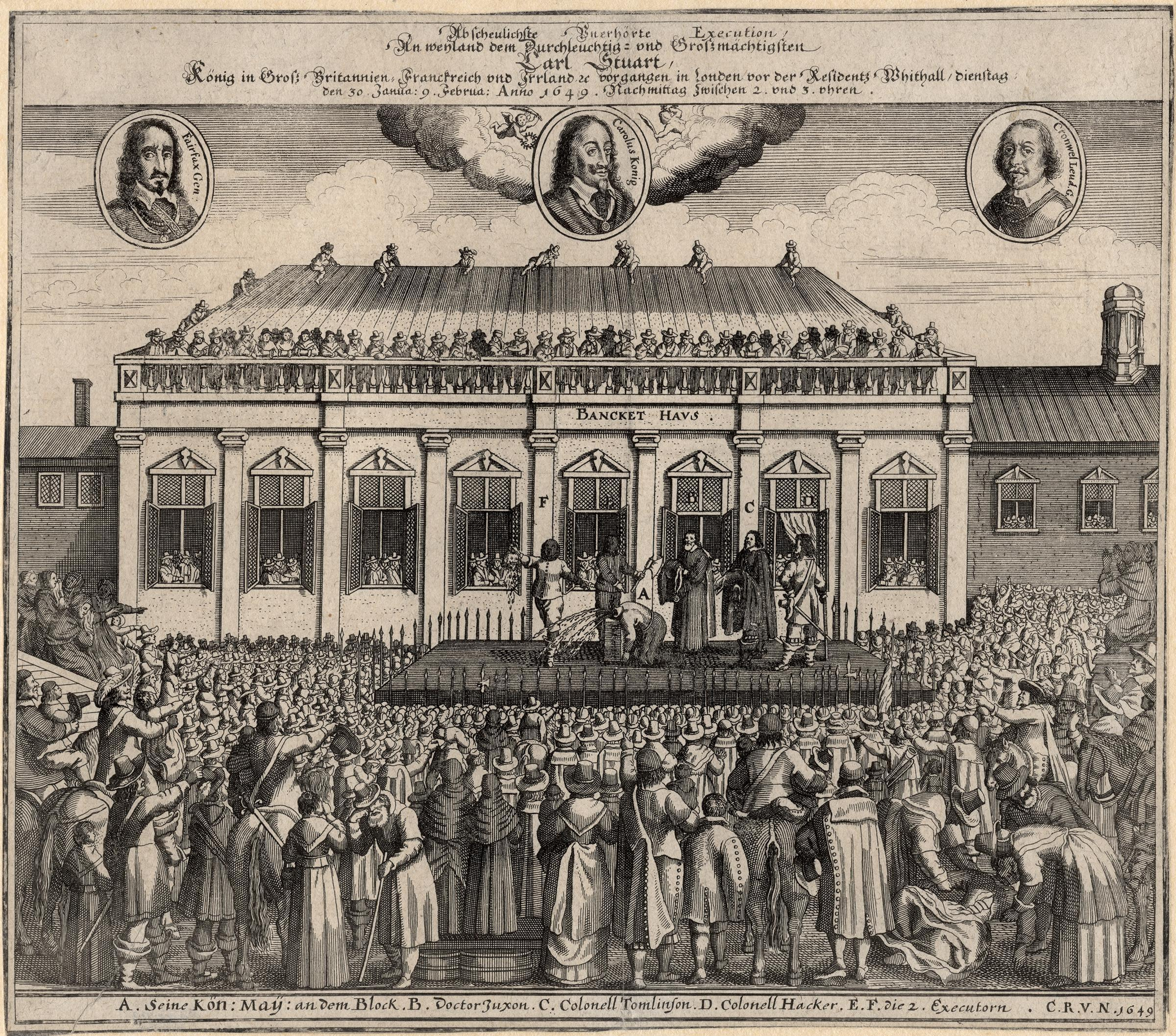
Károly kivégzése (korabeli német metszet)

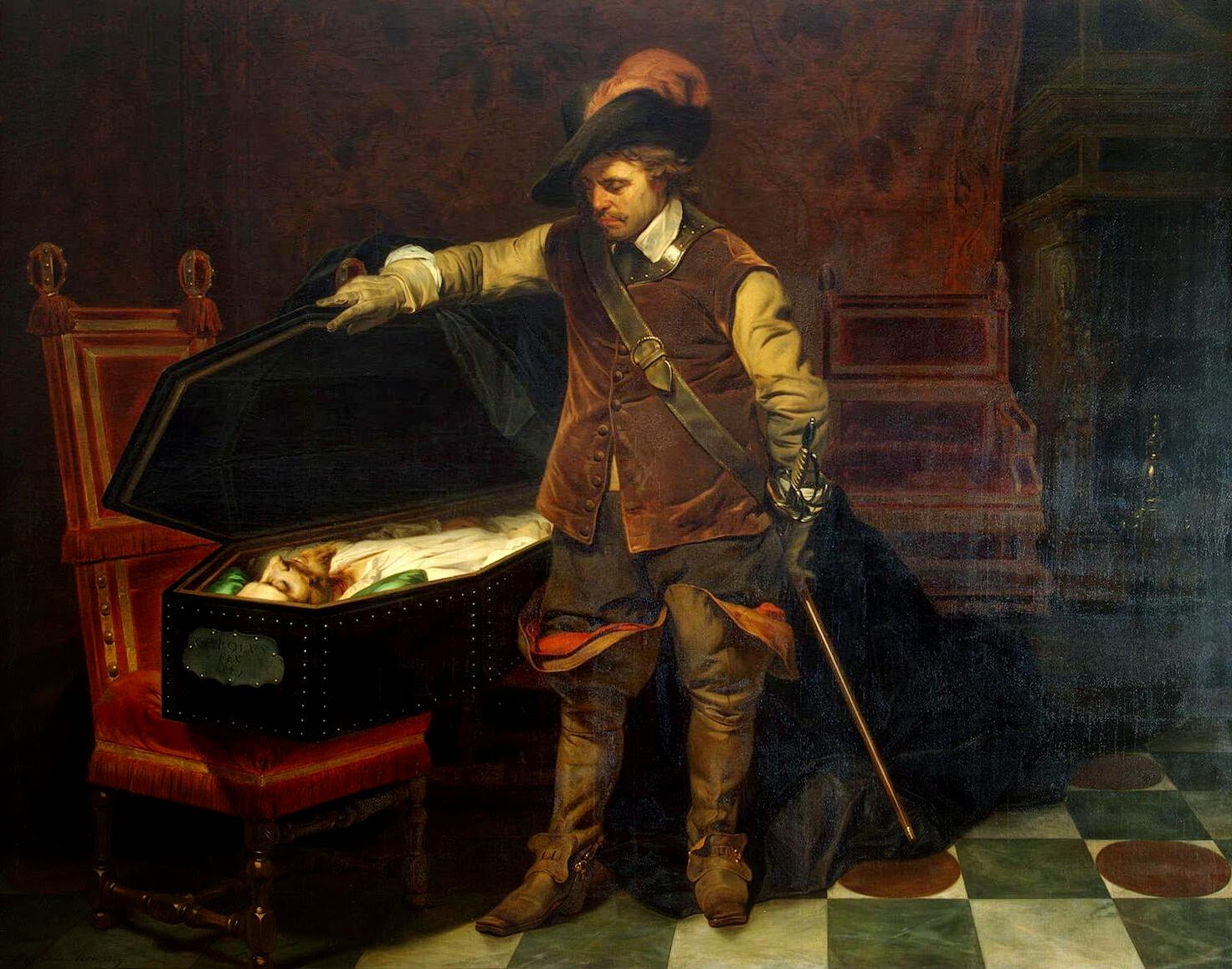
Cromwell meglátogatja Károly koporsóját (Paul Delaroche képe, 1831)

Károly kivégzését 1649. január 30-ára, keddre tűzték ki. Két gyereke maradt ekkorra Angliában a parlamentiek ellenőrzése alatt: Erzsébet és Henrik. Január 29-én megengedték nekik, hogy elbúcsúzzanak apjuktól. Másnap reggel Károly két inget kért, nehogy remegjen a hideg miatt és azt a nézősereg félelemnek gondolhassa.
Fogva tartásának helyszínétől, a St. James's Palace-tól őrei a Whitehall-palotához kísérték, ahol a vérpad várta. A nézőktől több sornyi katona választotta el, így utolsó beszédét csak az emelvényen lévők hallhatták. Bánta, hogy nem akadályozta meg hű szolgája, Thomas Wenthworth (Stafford grófja) kivégzését. Kijelentette, hogy ugyanúgy vágyik arra, hogy a nép szabadságot élvezzen, mint bárki más, de kormányzatra mindig szükség van: "az alattvaló és az uralkodó nyilvánvalóan különböző dolgok". Így folytatta: "a romlandó koronától most a romolhatatlan Korona elé járulok, ahol többé nem háborgatnak."
Délután kettő körül Károly elmondta az utolsó imáját és a tőkére hajtva a fejét karjait kinyújtva jelzett a hóhérnak, hogy készen áll. Az maszkot viselt, kiléte nem ismert. A törvényszék Richard Brandon londoni ítélet-végrehajtót kérte fel a feladatra, de ő a felajánlott fejedelmi 200 font ellenére először nemet mondott, csak utána fogadta el az ajánlatot. Bárdja egyetlen csapásával lefejezte Károlyt. Az egyik jelenlévő úgy emlékezett, hogy a tömegből olyan sóhaj tört fel, "amit még soha nem hallottam és soha nem is kívánok ismét hallani". Voltak, akik emlékül a zsebkendőjüket mártották a király vérébe.
1813-ban megvizsgálták Károly csontvázát és megállapították, hogy valóban egyetlen erős csapással vágták le a fejét. Ekkor szakállának egy részét, nyakcsigolyáját és egyik fogát ereklyeként elvitték, de 1888-ban visszakerültek a sírjába.
Az akkori szokás szerint a lefejezett árulók fejét felmutatták a tömegnek az "Íme az áruló feje!" szavak kíséretében. Károly fejét ugyan felmutatták, de némán, talán mert a hóhér nem akarta, hogy felismerjék a hangját. Másnap a fejet visszavarrták a testre, amelyet aztán bebalzsamoztak és ólomkoporsóba helyeztek.
A bíróság megtiltotta, hogy Károlyt a Westminsteri apátságba, az angol királyok hagyományos temetkezési helyére temessék el. Koporsóját február 7-én éjjel Windsorba vitték és 9-én privát szertartás keretében a Szent György kápolnában helyezték el VIII. Henrik és harmadik felesége, Jane Seymour koporsója mellett. A király fia, II. Károly azt tervezte, hogy a londoni Hyde Parkban mauzóleumot építtet az apjának, ez azonban nem készült el.

## Utóélete, emlékezete

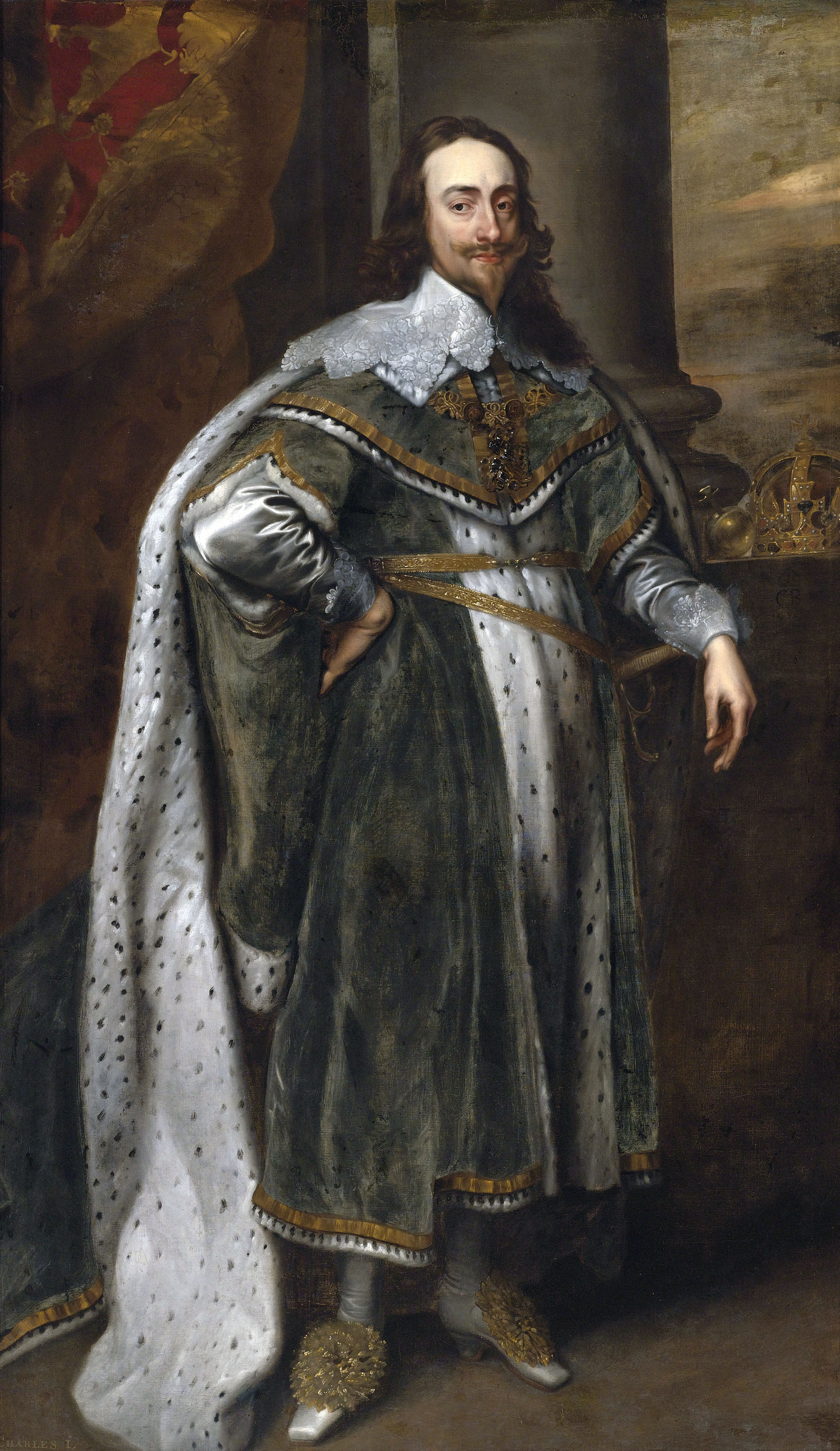
I. Károly hermelinpalástban (van Dyck képe, 1636)

Alig tíz nappal Károly kivégzése után, a temetése napján megjelent egy állítólag általa írt memoár Eikon Basilike (görögül: "Királyi arckép") címmel.
 Ebben Károly politikájánák apológiáját, védőbeszédét tették közzé, amely hatékony royalista propagandának bizonyult. John Milton a parlamentiek nevében írt egy Eikonoklastes ("képromboló") c. válaszpamfletet, amely azonban nyomába sem ért a royalista könyv pátoszának. Az anglikánok és a royalisták mártírnak tartották a királyt és 1660-ban fel is vették az anglikán egyház szentjeinek sorába. Halálának évfordulóin misét celebráltak, társaságot (Society of King Charles the Martyr) alapítottak emlékének gondozására, több templomot (pl. Falmouthban vagy Tunbridge Wells-ben) is elneveztek róla.
A monarchia megdöntése után Anglia köztársasággá ("Commonwealth") vált. A csonka parlament alsóháza felszámolta a Lordok Házát, a végrehajtó hatalom az Államtanács kezébe került. A skótok és írek ellenállását Oliver Cromwell hadjáratai maradéktalanul letörték. 1653-ban Cromwell erővel feloszlatta a csonka parlamentet és a Protektorátus kikiáltásával katonai diktatúrát vezetett be. 1658-as halálát követően helyét rövid időre kevésbé tehetséges fia, Richard Cromwell vette át. Ezután a parlament ismét összeült és 1660-ban Károly idősebbik fia, II. Károly visszatérésével visszaállították a monarchiát is.
Károly 1642-es letartóztatási kísérletére, amikor addig példátlan módon, fegyveres erővel akart lefogatni öt képviselőt, minden évben megemlékeznek az angol Alsóház ülésszakának megnyitó ülésén.

### A műgyűjtő
Károly szenvedélyes és nagy tudású műgyűjtő volt (erre részben 1623-as spanyolországi útja inspirálta) Övé volt a valaha összeállított egyik legszebb műgyűjtemény. Spanyolországban Velázquez készített róla egy vázlatot és itt vásárolta meg Tiziano és Correggio több képét. Angliában Rubensszel festtette meg a Whitehall bankettházának mennyezetét. Neves holland festőktől (van Honthorst, Mijtens, van Dyck) rendelt képeket. Közeli barátai, köztük Buckingham vagy Thomas Howard Arundel grófja osztották érdeklődését; őket nevezték Whitehall-csoportnak. 1627/28-ban Károly megvásárolta a mantovai herceg teljes gyűjteményét, amely Tiziano, Correggio, Raffaello, Caravaggio, del Sarto és Mantegna műveit tartalmazta. A későbbiekben Bernini, Bruegel, Leonardo, Holbein, Hollar, Tintoretto és Veronese festményeivel bővítette gyűjteményét, amelyben Dürer és Rembrandt önarcképei is megtalálhatóak voltak. Halálakor a becslések szerint 1760 festmény volt a birtokában, amelyek nagy részét a Parlament elkótyavetyélte.

### Megítélése

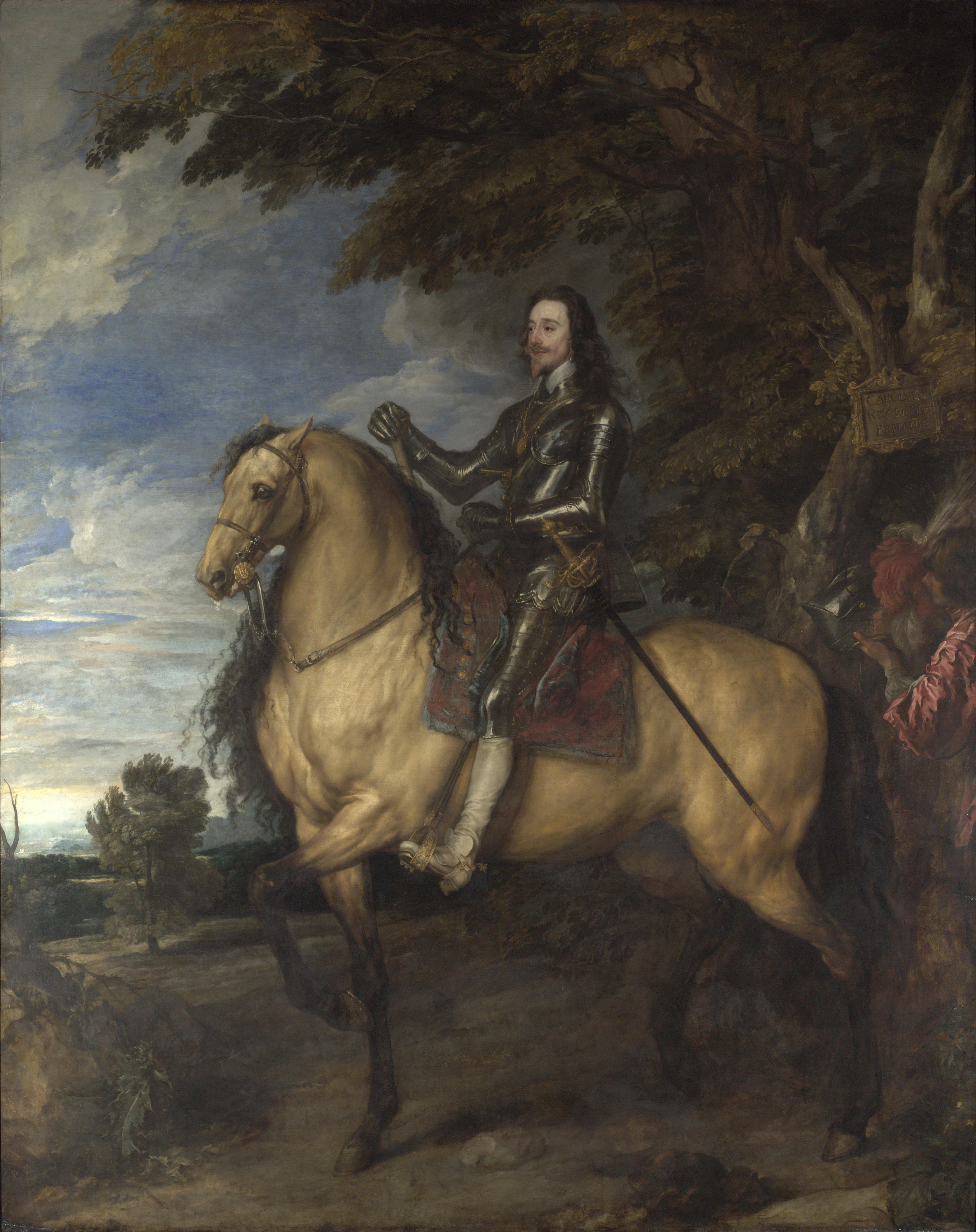
I. Károly (Anthony van Dyck, 1637/1638)

Az utólagos megítélés szerint Károly "az ellentmondások és ellentétek embere". A szélsőséges konzervatívok mártírnak, sőt egyenesen szentnek tartották,  míg a polgári történészek szerint képmutató volt és téveszmék rabja. A modern történészek többsége inkább negatív alaknak tartja, vannak akik szerint egyenesen "VI. Henrik óta Anglia legtehetségtelenebb uralkodója" vagy "a középkor óta a legrosszabb király" volt.
A Károly-párti William Laud érsek (akit a parlament lefejeztetett) így írta le: "egy szelíd és kegyes fejedelem, aki nem tudta hogyan kell nagynak lenni, vagy hogyan kell naggyá válni." Apjánál józanabb és kifinomultabb volt, de nem tudott megalkuvó lenni. Tudatosan olyan népszerűtlen eszméket követett, amikkel tönkretette saját magát. Jakab és Károly is abban hitt, hogy Isten akaratából uralkodnak, de míg Jakab hajlandó volt abszolutista elveit kompromisszumokkal enyhíteni, Károly elvtelennek ítélte az alattvalókkal való tárgyalásokat vagy akár tetteinek magyarázását. Úgy vélte, hogy csak Istennek tartozik felelősséggel. "A fejedelmeknek nem kell számot adniuk tetteikről, csak Isten előtt" írta.

### Címei, kitüntetései
- 1600. december 23. – 1625. március 27.: Albany hercege, Ormonde márkija, Ross grófja és Ardmannoch ura[268]
- 1605. január 6. – 1625. március 27.: York hercege[268]
- 1612. november 6 – 1625. március 27.: Cornwall és Rothesay hercege[268]
- 1616. november 4. – 1625. március 27.: Wales hercege és Chester grófja[268]
- 1625. március 27. – 1649. január 30.: "Isten kegyelméből Anglia, Skócia, Franciaország és Írország királya, a Hit védelmezője, stb." (ténylegesen nem volt francia király, ezt a címet a százéves háború óta tartották az angol királyok címei között, míg III. György le nem mondott róla).[269]

### Kitüntetései
- 1605. január 6. – A Fürdőrend lovagja[270]
- 1611. április 24. – A Térdszalagrend lovagja[270]

### Címere
| York hercege (1611 – 1612) | Wales hercege (1612 – 1625) | Királyi címer (Skócián kívül, 1625 – 1649) | Királyi címer (Skóciában, 1625- 1649) |

## Családja
I. Károlynak és Henrietta Máriának kilenc gyermeke született, közülük kettőből lett király, kettő pedig röviddel születése után meghalt.

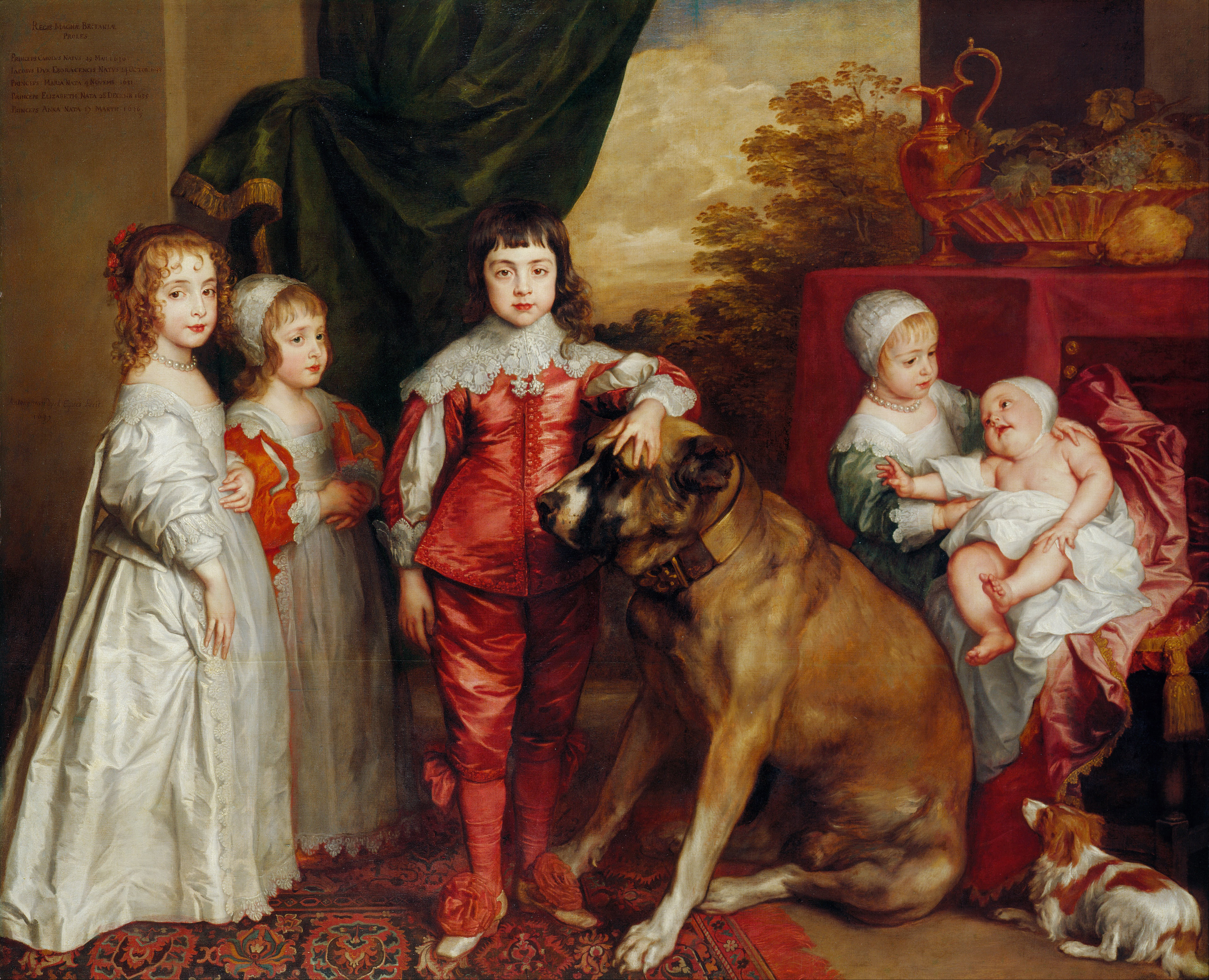
I. Károly öt idősebb gyermeke. Balról jobbra: Mária, Jakab, Károly, Erzsébet és Anna(van Dyck képe, 1637)

| Név          | Született          | Meghalt             | Megjegyzés |
| ------------ | ------------------ | ------------------- | --- |
| Károly Jakab | 1629. május 13.    | 1629. május 13.     | Születése napján meghalt. "Károly walesi herceg"-ként temették el. |
| II. Károly   | 1630. május 29.    | 1685. február 6.    | 1662-ben feleségül vette Braganza Katalint (1638–1705). Nem született törvényes utódja, csak számos házasságon kívüli gyermeke                                                                                           |
| Mária        | 1631. november 4.  | 1660. december 24.  | 1641-ben feleségül ment II. Vilmos orániai herceghez (1626–1650) in 1641. Egy gyermeke született, III. Vilmos. |
| II. Jakab    | 1633. október 14.  | 1701. szeptember 6. | 1659-ben feleségül vette Anne Hydeot (1637–1671). Két gyermeke érte meg a felnőttkort, II. Mária és Anna, mindketten Anglia királynői lettek; Másodszor 1673-ban házasodott, Modenai Máriát (1658–1718) vette feleségül. |
| Erzsébet     | 1635. december 29. | 1650. szeptember 8. | Fiatalon halt meg |
| Anna         | 1637. március 17.  | 1640. november 5.   | Fiatalon halt meg |
| Katalin      | 1639. június 29.   | 1639. június 29.    | Születése napján meghalt |
| Henrik       | 1640. július 8.    | 1660. szeptember 13 | Gloucester hercege. Pestisben halt meg, még mielőtt megnősült volna |
| Henrietta    | 1644. június 16.   | 1670. június 30.    | 1661-ben feleségül ment Fülöp orléans-i herceghez |

## Fordítás
- Ez a szócikk részben vagy egészben  a   Charles I of England című angol Wikipédia-szócikk ezen változatának fordításán alapul.  Az eredeti cikk szerkesztőit annak laptörténete sorolja fel. Ez a jelzés csupán a megfogalmazás eredetét és a szerzői jogokat jelzi, nem szolgál a cikkben szereplő információk forrásmegjelöléseként.

| Előző uralkodó: I. Jakab | Anglia királya 1625 – 1649 | Következő uralkodó: Angol köztársaság II. Károly |

| Előző uralkodó: VI. Jakab | Skócia uralkodója 1625–1649 (1642) | Következő uralkodó: Angol köztársaság II. Károly |

| Előző uralkodó: I. Jakab | Írország királya 1625 – 1649 | Következő uralkodó: Angol köztársaság II. Károly |